# Dancing with the Stars. Taniec z gwiazdami
Dancing with the Stars. Taniec z gwiazdami (edycje telewizji TVN pn. Taniec z gwiazdami) – polski telewizyjny program rozrywkowy, oparty na formacie Dancing with the Stars, emitowany w latach 2005–2011 na antenie telewizji TVN oraz w latach 2014–2022 i od 2024 na antenie telewizji Polsat. Produkowany na licencji BBC Studios przez: TVN (edycje 1–13), Rochstar (edycje 14–26) i Jake Vision (od edycji 27).
W programie rywalizują ze sobą pary złożone z osobowości medialnej i profesjonalnego tancerza, które w każdym odcinku prezentują jeden z wybranych tańców towarzyskich. Ich występy oceniane są przez komisję jurorską, ale decydujący wpływ na wyniki odcinka mają telewidzowie. W finałowym odcinku konkurują ze sobą dwie pary, a faworyci widzów zdobywają główną nagrodę.
Jeden z najpopularniejszych telewizyjnych programów rozrywkowych w Polsce. Wielokrotnie zapewniał stacji TVN miano lidera na rynku telewizyjnym, był oglądany przez średnio 4–5 mln telewidzów; najwyższy wynik oglądalności – ponad 7,7 mln widzów – odnotowano jesienią 2005 podczas finałowego odcinka drugiej edycji. Program wpłynął na wzrost popularności tańca towarzyskiego w Polsce.

## Zasady programu
W programie biorą udział pary złożone z osobowości medialnej i mistrza tańca towarzyskiego. Uczestnicy w każdym odcinku prezentują na żywo wcześniej przygotowany taniec – latynoamerykański lub standardowy (dodatkowo w edycjach produkowanych przez Polsat uczestnicy niekiedy wykonują także taniec współczesny i charlestona, a wśród tańców konkursowych sporadycznie pojawiały się także inne style taneczne, m.in. disco, hip-hop, Bollywood, swing, rock and roll, twist, mambo, bachata, zouk, kizomba czy tańce ludowe). Występy oceniane są w skali od 1 do 10 przez czteroosobową komisję jurorską, która składa się z zawodowych choreografów lub sędziów tańca i artystów polskiej popkultury. W wybranych odcinkach emitowanych przez telewizję Polsat pary występują także w grupach, by zdobyć dodatkowe punkty – biorą udział w maratonach wybranego tańca, podczas których jurorzy eliminują kolejne duety aż do wyłonienia zwycięzców lub prezentują pokaz grupowy (zazwyczaj w dwóch konkurencyjnych drużynach), po którym jurorzy przyznają wspólne noty wszystkim parom z danej grupy. Uczestnicy w niektórych odcinkach występują ze swoimi bliskimi, z którymi tańczą w duecie lub we troje z trenerem. 
Telewidzowie mogą głosować na swoich faworytów, dzwoniąc lub wysyłając wiadomości SMS pod numer podany przez prowadzących, a w edycjach emitowanych przez Polsat również oddając swoje głosy za pośrednictwem aplikacji mobilnej programu. Pod koniec każdego odcinka odpada jedna para, która uzyskała najmniejszą liczbę głosów. Od 15. edycji w telewizji Polsat w wybranych odcinkach rozgrywane są dogrywki (dance-off) z udziałem dwóch par, które otrzymały najmniej punktów od jurorów i widzów, a o wynikach rundy decydują sędziowie, eliminując jeden duet z programu. W kilku edycjach dogrywkę rozgrywano także w odcinkach półfinałowych między dwiema parami, spośród których jurorzy i telewidzowie wyłaniali drugą parę finałową.
Do finału programu przechodzą trzy pary, które w ostatnim odcinku prezentują trzy tańce, w tym taniec dowolny (freestyle). Zwycięża para z największą sumą punktów od jurorów i telewidzów. Nagrodą główną w programie jest statuetka Kryształowej Kuli. Celebryci zwyciężający w edycjach 6-13 w TVN dodatkowo otrzymywali samochód, a w edycjach emitowanych w Polsacie zwycięska para otrzymuje 150 tys. zł: celebryta dostaje 100 tys. zł, a tancerz – 50 tys. zł.

## Produkcja

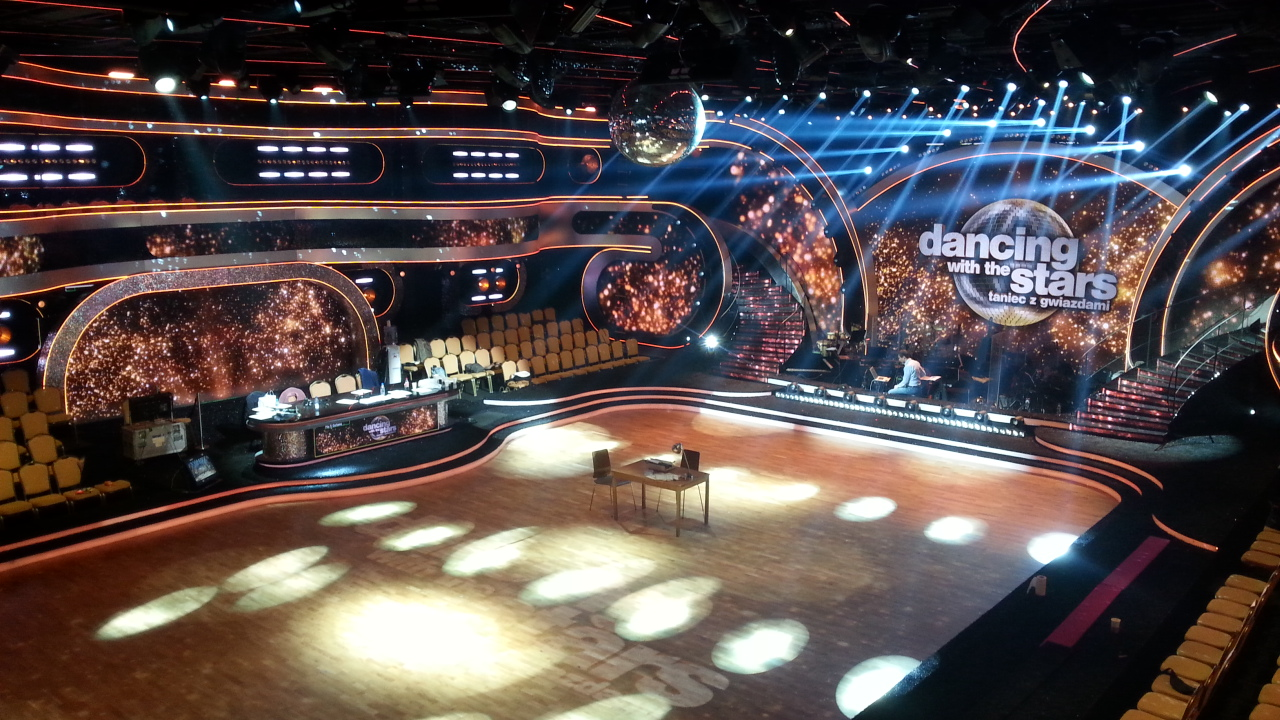
Studio programu w 2017

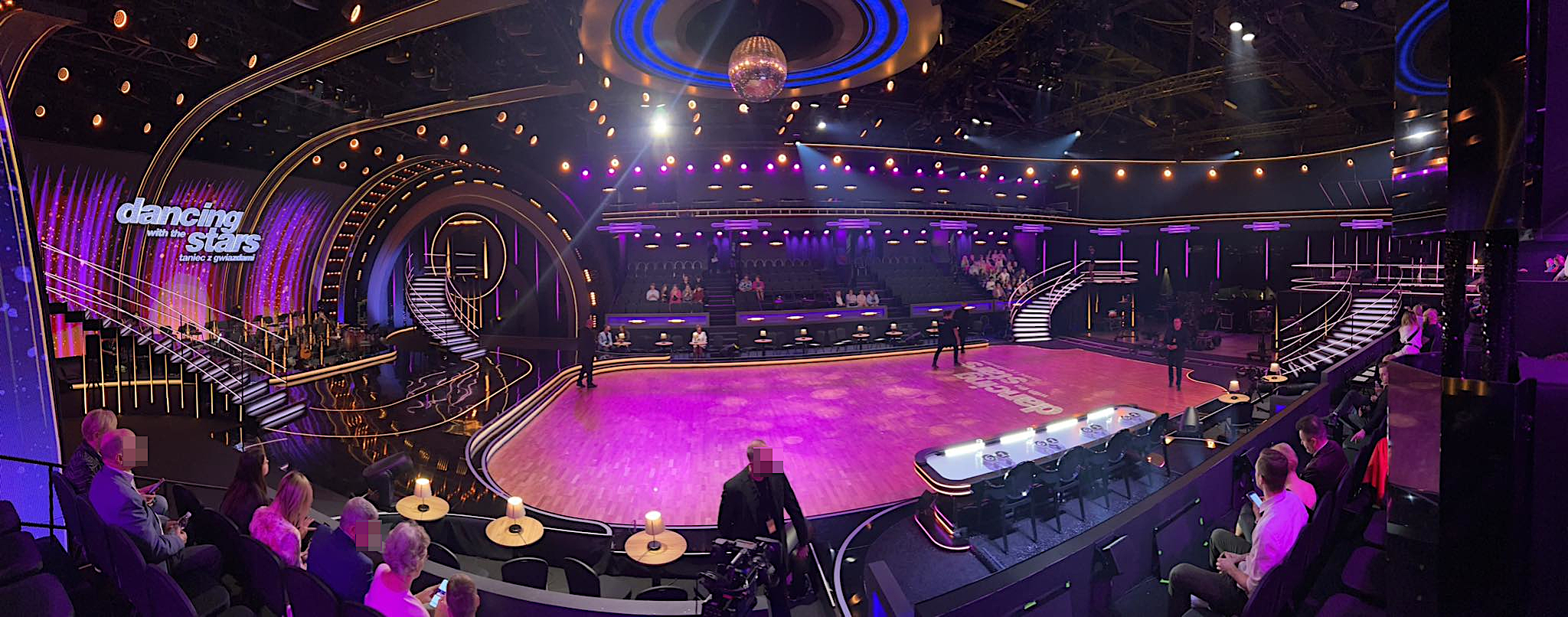
Studio programu w 2024

W latach 2005–2009 program był realizowany w studiu TVN na warszawskim Ursusie, a w latach 2010–2011 – w hali zdjęciowej Transcolor w Szeligach. Pierwsze siedem edycji wyreżyserował Wojciech Iwański, kolejne pięć – Jan Kepinski, a 13. edycję – Maciej Sobociński. Producentką programu była Agnieszka Koniecka. Wsparciem choreograficznym dla uczestników byli Agustin Egurrola i Maciej Zakliczyński. Za stroje uczestników odpowiadała Dorota Williams i jej asystentka, Patrycja Potoniec, zaś za fryzury – Leszek Czajka. Od ósmej edycji w 2008 produkcja sprzedawała bilety na widownię, wcześniej publicznością były osoby zaproszone przez uczestników lub członków ekipy realizacyjnej.
W 2014 program przejęła telewizja Polsat, która realizację formatu przeniosła do Studia ATM na Wawrze. Reżyserką programu została Agata Lipnicka-Modrzejewska, której funkcję w 2024 przejął Wojciech Iwański, reżyser pierwszych siedmiu edycji programu dla TVN. W latach 2014–2021 stylistką uczestników była Malwina Wędzikowska, w 2022 funkcję stylisty pełnił Stefano Terrazzino, a od 2024 strojami uczestników zajmuje się Martyna Łach. Wsparciem choreograficznym dla par są bądź byli m.in. Maciej Zakliczyński, Joanna Szokalska, Krzysztof Hulboj, Kamila Kajak, Janja Lesar, Tomasz Barański, Michał Jeziorowski i Jakub Pursa. W 2024 telewizja Polsat uruchomiła sprzedaż biletów na widownię programu.
Kierownikiem muzycznym programu i dyrygentem orkiestry pierwszych trzech edycji programu w TVN był Adam Sztaba. W piątej edycji, emitowanej wiosną 2007, stanowisko przejął Tomasz Szymuś, który od 2014 pełni tę funkcję również w edycjach produkowanych przez Polsat. Od drugiej edycji programu, emitowanej jesienią 2005, wybrane odcinki mają jeden muzyczny motyw przewodni, a pary tańczą np. do hitów wybranego wykonawcy (m.in. Elvisa Presleya, Madonny, Anny Jantar i Michaela Jacksona oraz zespołów: The Beatles, ABBA i Queen), przebojów z musicali, seriali lub filmów (czasem z wyróżnieniem np. na serię filmów o Jamesie Bondzie, filmy animowane Walt Disney Pictures, filmy kryminalne czy polskie komedie) oraz do utworów w konkretnym gatunku muzycznym (m.in. muzyka klasyczna, disco polo, rock, latino) lub języku (m.in. polskim, francuskim, hiszpańskim czy włoskim. Niektóre odcinki mają także jeden temat przewodni, np. Halloween, cyrk czy wesele.
Lektorem zapowiadającym uczestników od pierwszej polskiej edycji programu jest Grzegorz Pawlak. Opiekę zdrowotną nad uczestnikami sprawuje Tomasz Trojnar.

## Ekipa

### Jurorzy

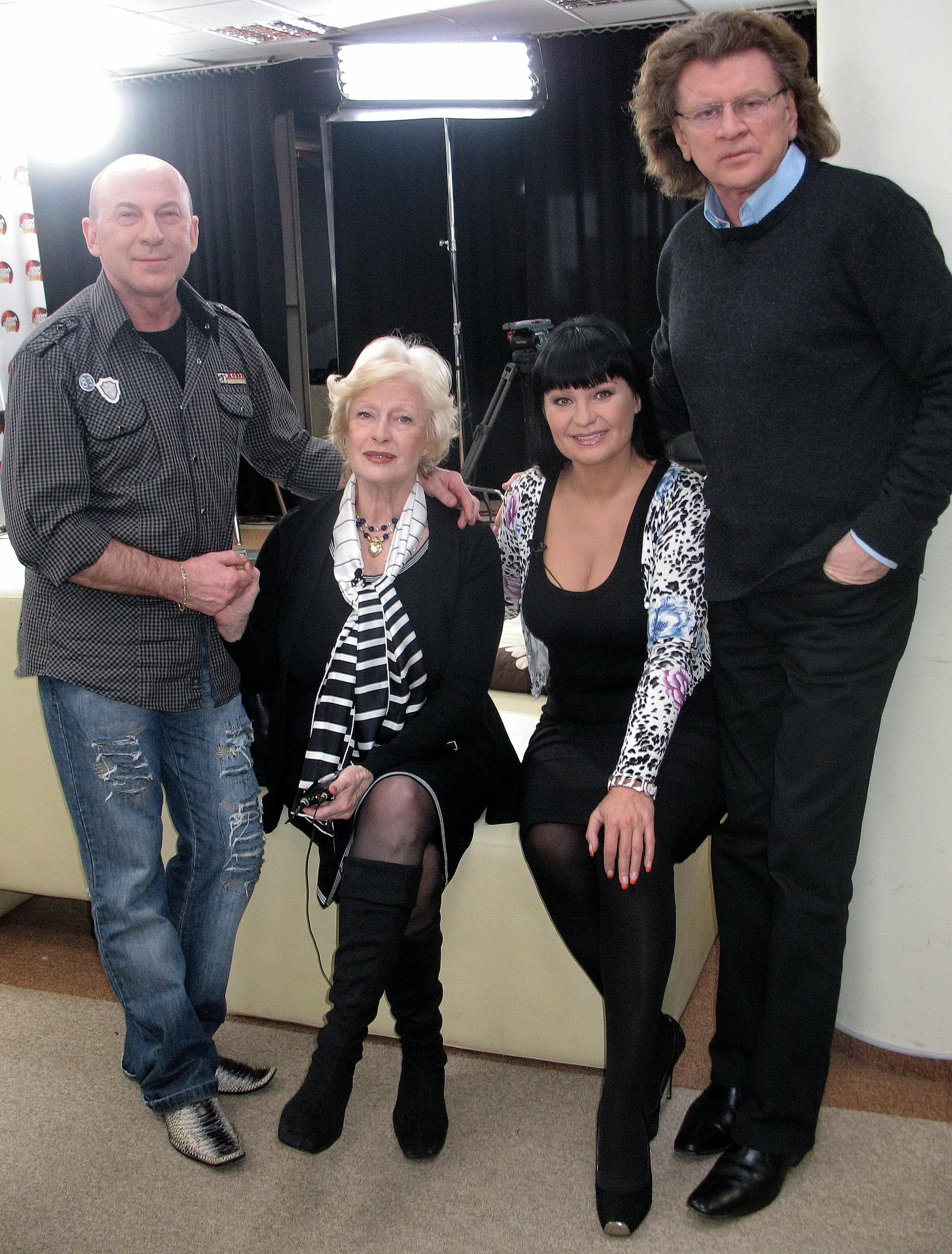
Piotr Galiński, Beata Tyszkiewicz, Iwona Pavlović i Zbigniew Wodecki, jurorzy programu w latach 2005–2010

| Juror              | Edycja | Edycja | Edycja | Edycja | Edycja | Edycja | Edycja | Edycja | Edycja | Edycja | Edycja | Edycja | Edycja |
| Juror              | 1.     | 2.     | 3.     | 4.     | 5.     | 6.     | 7.     | 8.     | 9.     | 10.    | 11.    | 12.    | 13.    |
| Juror              | [ 85 ] | [ 86 ] | [ 87 ] | [ 88 ] | [ 89 ] | [ 90 ] | [ 91 ] | [ 92 ] | [ 93 ] | [ 94 ] | [ 95 ] | [ 96 ] | [ 97 ] |
| ------------------ | ------ | ------ | ------ | ------ | ------ | ------ | ------ | ------ | ------ | ------ | ------ | ------ | ------ |
| Iwona Pavlović     | ●      | ●      | ●      | ●      | ●      | ●      | ●      | ●      | ●      | ●      | ●      | ●      | ●      |
| Piotr Galiński     | ●      | ●      | ●      | ●      | ●      | ●      | ●      | ●      | ●      | ●      | ●      | ●      | ●      |
| Janusz Józefowicz  |        |        |        |        |        |        |        |        |        |        |        |        | ●      |
| Jolanta Fraszyńska |        |        |        |        |        |        |        |        |        |        |        |        | ●      |
| Beata Tyszkiewicz  | ●      | ●      | ●      | ●      | ●      | ●      | ●      | ●      | ●      | ●      | ●      | ●      |        |
| Zbigniew Wodecki   | ●      | ●      | ●      | ●      | ●      | ●      | ●      | ●      | ●      | ●      | ●      | ●      |        |

| Juror             | Edycja | Edycja | Edycja | Edycja  | Edycja  | Edycja  | Edycja  | Edycja  | Edycja  | Edycja  | Edycja  | Edycja  | Edycja  | Edycja | Edycja  | Edycja | Edycja |
| Juror             | 14.    | 15.    | 16.    | 17.     | 18.     | 19.     | 20.     | 21.     | 22.     | 23.     | 24.     | 25.     | 26.     | 27.    | 28.     | 29.    | 30.    |
| Juror             | [ 37 ] | [ 98 ] | [ 99 ] | [ 100 ] | [ 101 ] | [ 102 ] | [ 103 ] | [ 104 ] | [ 105 ] | [ 106 ] | [ 107 ] | [ 108 ] | [ 109 ] | [ 4 ]  | [ 110 ] | [ o ]  |        |
| ----------------- | ------ | ------ | ------ | ------- | ------- | ------- | ------- | ------- | ------- | ------- | ------- | ------- | ------- | ------ | ------- | ------ | ------ |
| Iwona Pavlović    | ●      | ●      | ●      | ●       | ●       | ●       | ●       | ●       | ●       | ●       | ●       | ●       | ●       | ●      | ●       | ●      | ●      |
| Rafał Maserak     |        |        |        |         |         |         |         |         |         |         |         |         |         | ●      | ●       | ●      | ●      |
| Ewa Kasprzyk      |        |        |        |         |         |         |         |         |         |         |         |         |         | ●      | ●       | ●      | ●      |
| Tomasz Wygoda     |        |        |        |         |         |         |         |         |         |         |         |         |         | ●      | ●       | ●      | ●      |
| Andrzej Grabowski | ●      | ●      | ●      | ●       | ●       | ●       | ●       | ●       | ●       | ●       | ●       | ●       | ●       |        |         |        |        |
| Michał Malitowski | ●      | ●      | ●      | ●       | ●       | ●       | ●       | ●       |         | ●       | ●       | ●       | ●       |        |         |        |        |
| Andrzej Piaseczny |        |        |        |         |         |         |         |         |         |         |         | ●       | ●       |        |         |        |        |
| Ola Jordan        |        |        |        |         |         |         |         | ●       | ●       |         |         |         |         |        |         |        |        |
| Beata Tyszkiewicz | ●      | ●      | ●      | ●       | ●       | ●       | ●       |         |         |         |         |         |         |        |         |        |        |

### Prowadzący

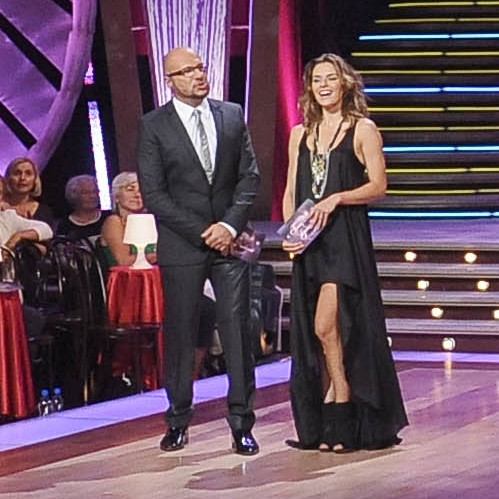
Piotr Gąsowski i Natasza Urbańska, prowadzący 13. edycję programu (2011)

| Prowadzący           | Edycja | Edycja | Edycja | Edycja  | Edycja | Edycja  | Edycja | Edycja | Edycja | Edycja  | Edycja | Edycja | Edycja  |
| Prowadzący           | 1.     | 2.     | 3.     | 4.      | 5.     | 6.      | 7.     | 8.     | 9.     | 10.     | 11.    | 12.    | 13.     |
| Prowadzący           | [ 2 ]  | [ 86 ] | [ 87 ] | [ 116 ] | [ 89 ] | [ 117 ] | [ 91 ] | [ 92 ] | [ 93 ] | [ 118 ] | [ 95 ] | [ 96 ] | [ 119 ] |
| -------------------- | ------ | ------ | ------ | ------- | ------ | ------- | ------ | ------ | ------ | ------- | ------ | ------ | ------- |
| Piotr Gąsowski       |        |        |        |         |        | ●       | ●      | ●      | ●      | ●       | ●      | ●      | ●       |
| Natasza Urbańska     |        |        |        |         |        |         |        |        |        |         |        |        | ●       |
| Katarzyna Skrzynecka |        | ●      | ●      | ●       | ●      | ●       | ●      | ●      | ●      | ●       | ●      | ●      |         |
| Hubert Urbański      | ●      | ●      | ●      | ●       | ●      |         |        |        |        |         |        |        |         |
| Magda Mołek          | ●      |        |        |         |        |         |        |        |        |         |        |        |         |

| Prowadzący           | Edycja  | Edycja | Edycja | Edycja  | Edycja  | Edycja  | Edycja  | Edycja  | Edycja  | Edycja  | Edycja  | Edycja  | Edycja  | Edycja  | Edycja  | Edycja | Edycja |
| Prowadzący           | 14.     | 15.    | 16.    | 17.     | 18.     | 19.     | 20.     | 21.     | 22.     | 23.     | 24.     | 25.     | 26.     | 27.     | 28.     | 29.    | 30.    |
| Prowadzący           | [ 120 ] | [ 98 ] | [ 99 ] | [ 100 ] | [ 121 ] | [ 122 ] | [ 123 ] | [ 124 ] | [ 105 ] | [ 106 ] | [ 107 ] | [ 125 ] | [ 109 ] | [ 126 ] | [ 110 ] |        |        |
| -------------------- | ------- | ------ | ------ | ------- | ------- | ------- | ------- | ------- | ------- | ------- | ------- | ------- | ------- | ------- | ------- | ------ | ------ |
| Krzysztof Ibisz      | ●       | ●      | ●      | ●       | ●       | ●       | ●       | ●       | ●       | ●       | ●       | ●       | ●       | ●       | ●       | ●      | ●      |
| Paulina Sykut-Jeżyna |         |        |        |         | ●       | ●       | ●       | ●       | ●       | ●       | ●       | ●       | ●       | ●       | ●       | ●      | ●      |
| Izabela Janachowska  |         |        |        |         |         |         |         |         |         |         |         | ●       | ●       |         |         |        |        |
| Anna Głogowska       | ●       | ●      | ●      | ●       |         |         |         |         |         |         |         |         |         |         |         |        |        |

## Zwycięzcy

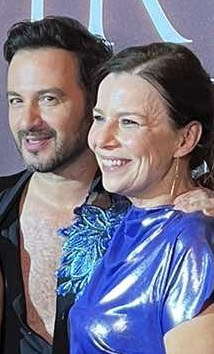
Stefano Terrazzino i Agata Kulesza, zwycięzcy ósmej edycji programu (2025)

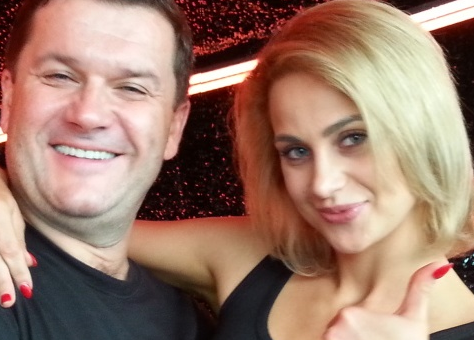
Robert Wabich i Hanna Żudziewicz, zwycięzcy 19. edycji programu (2016)

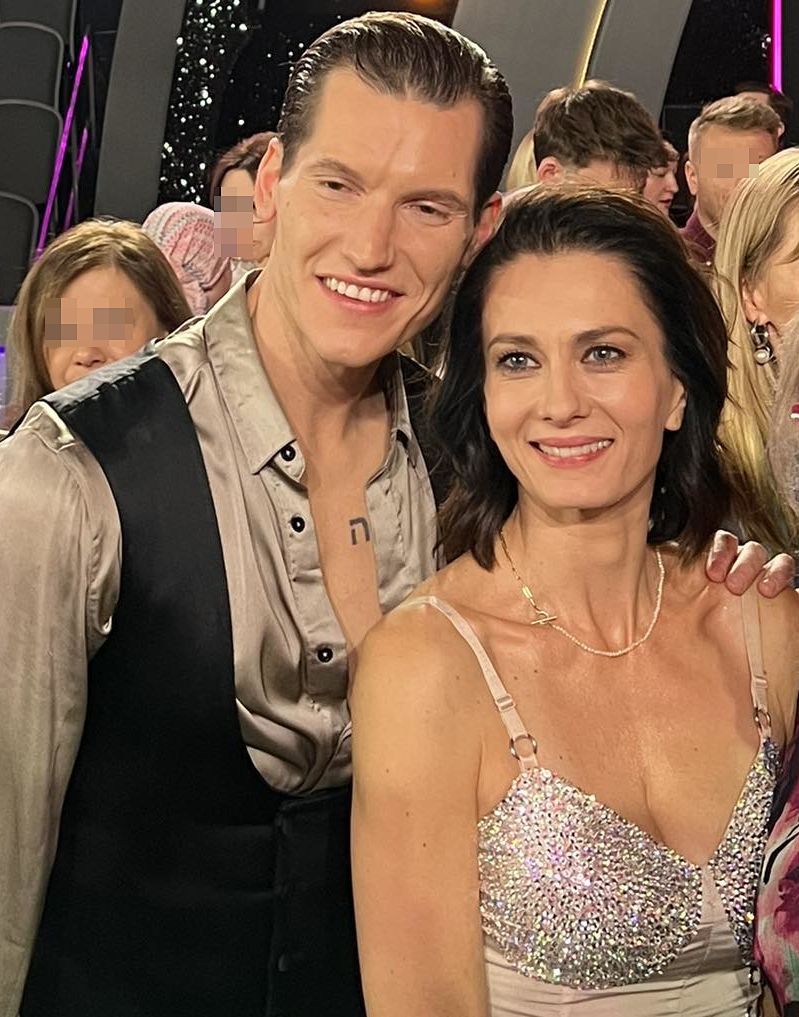
Anita Sokołowska i Jacek Jeschke, zwycięzcy 27. edycji programu (2024)

| Edycja                                              | Edycja | Celebryta             | Mistrz tańca          | Źródło  |
| --------------------------------------------------- | ------ | --------------------- | --------------------- | ------- |
| Taniec z gwiazdami (TVN)                            |        |                       |                       |         |
| 1.                                                  | 1.     | Olivier Janiak        | Kamila Kajak          | [ 127 ] |
| 2.                                                  | 2.     | Katarzyna Cichopek    | Marcin Hakiel         | [ 128 ] |
| 3.                                                  | 3.     | Rafał Mroczek         | Aneta Piotrowska      | [ 129 ] |
| 4.                                                  | 4.     | Kinga Rusin           | Stefano Terrazzino    | [ 130 ] |
| 5.                                                  | 5.     | Krzysztof Tyniec      | Kamila Kajak          | [ 131 ] |
| 6.                                                  | 6.     | Anna Guzik            | Łukasz Czarnecki      | [ 132 ] |
| 7.                                                  | 7.     | Magdalena Walach      | Cezary Olszewski      | [ 133 ] |
| 8.                                                  | 8.     | Agata Kulesza         | Stefano Terrazzino    | [ 134 ] |
| 9.                                                  | 9.     | Dorota Gardias        | Andrej Mosejcuk       | [ 135 ] |
| 10.                                                 | 10.    | Anna Mucha            | Rafał Maserak         | [ 136 ] |
| 11.                                                 | 11.    | Julia Kamińska        | Rafał Maserak         | [ 137 ] |
| 12.                                                 | 12.    | Monika Pyrek          | Robert Rowiński       | [ 138 ] |
| 13.                                                 | 13.    | Kacper Kuszewski      | Anna Głogowska        | [ 139 ] |
| Dancing with the Stars. Taniec z gwiazdami (Polsat) |        |                       |                       |         |
| 1.                                                  | 14.    | Aneta Zając           | Stefano Terrazzino    | [ 37 ]  |
| 2.                                                  | 15.    | Agnieszka Sienkiewicz | Stefano Terrazzino    | [ 140 ] |
| 3.                                                  | 16.    | Krzysztof Wieszczek   | Agnieszka Kaczorowska | [ 140 ] |
| 4.                                                  | 17.    | Ewelina Lisowska      | Tomasz Barański       | [ 140 ] |
| 5.                                                  | 18.    | Anna Karczmarczyk     | Jacek Jeschke         | [ 140 ] |
| 6.                                                  | 19.    | Robert Wabich         | Hanna Żudziewicz      | [ 140 ] |
| 7.                                                  | 20.    | Natalia Szroeder      | Jan Kliment           | [ 140 ] |
| 8.                                                  | 21.    | Beata Tadla           | Jan Kliment           | [ 141 ] |
| 9.                                                  | 22.    | Joanna Mazur          | Jan Kliment           | [ 142 ] |
| 10.                                                 | 23.    | Damian Kordas         | Janja Lesar           | [ 143 ] |
| 11.                                                 | 24.    | Edyta Zając           | Michał Bartkiewicz    | [ 107 ] |
| 12.                                                 | 25.    | Piotr Mróz            | Hanna Żudziewicz      | [ 144 ] |
| 13.                                                 | 26.    | Ilona Krawczyńska     | Robert Rowiński       | [ 145 ] |
| 14.                                                 | 27.    | Anita Sokołowska      | Jacek Jeschke         |         |
| 15.                                                 | 28.    | Vanessa Aleksander    | Michał Bartkiewicz    | [ 146 ] |
| 16.                                                 | 29.    | Maria Jeleniewska     | Jacek Jeschke         |         |

## Wyniki poszczególnych edycji

### TVN

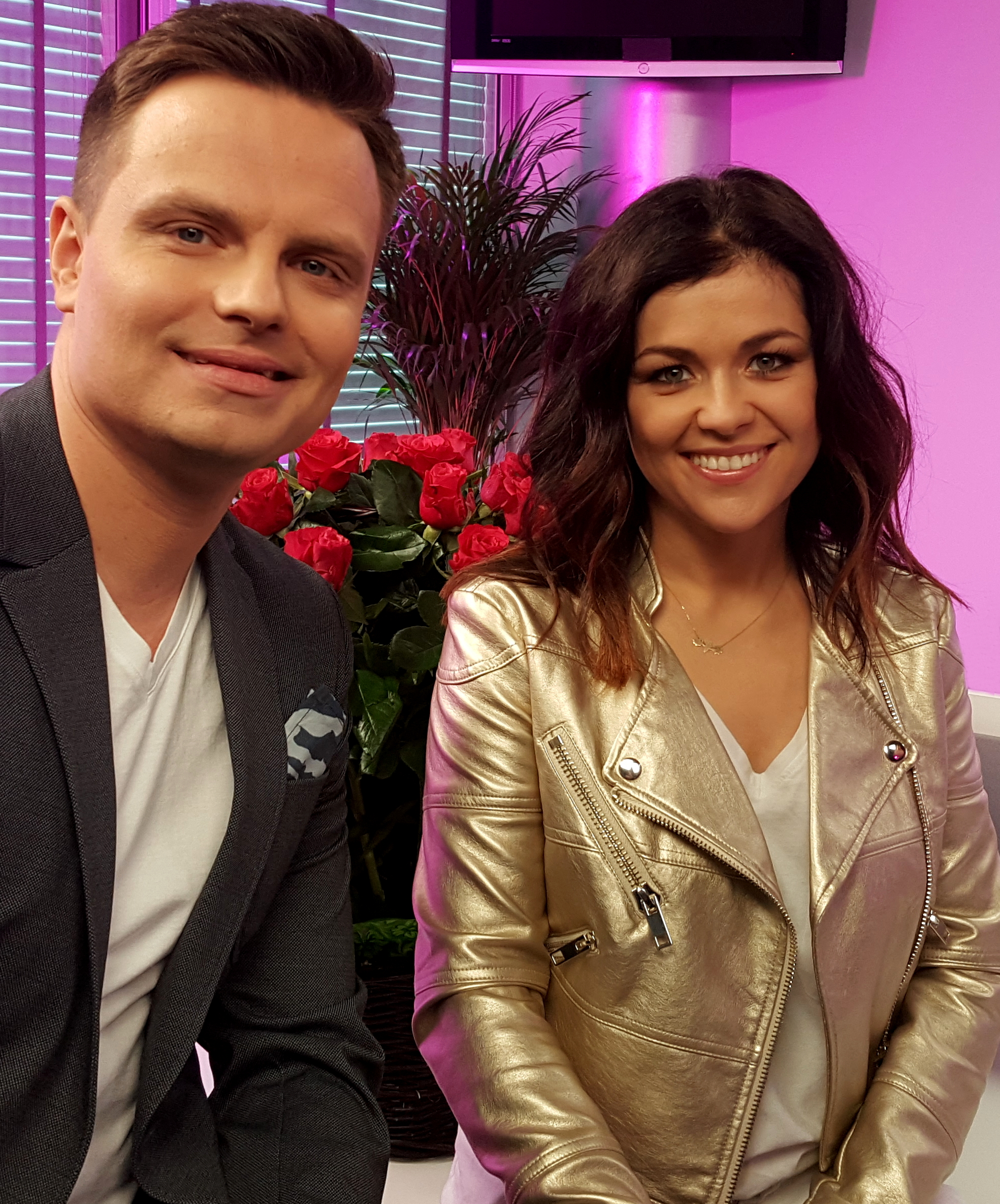
Katarzyna Cichopek i Marcin Hakiel, zwycięzcy drugiej edycji programu (na zdj. w marcu 2018)

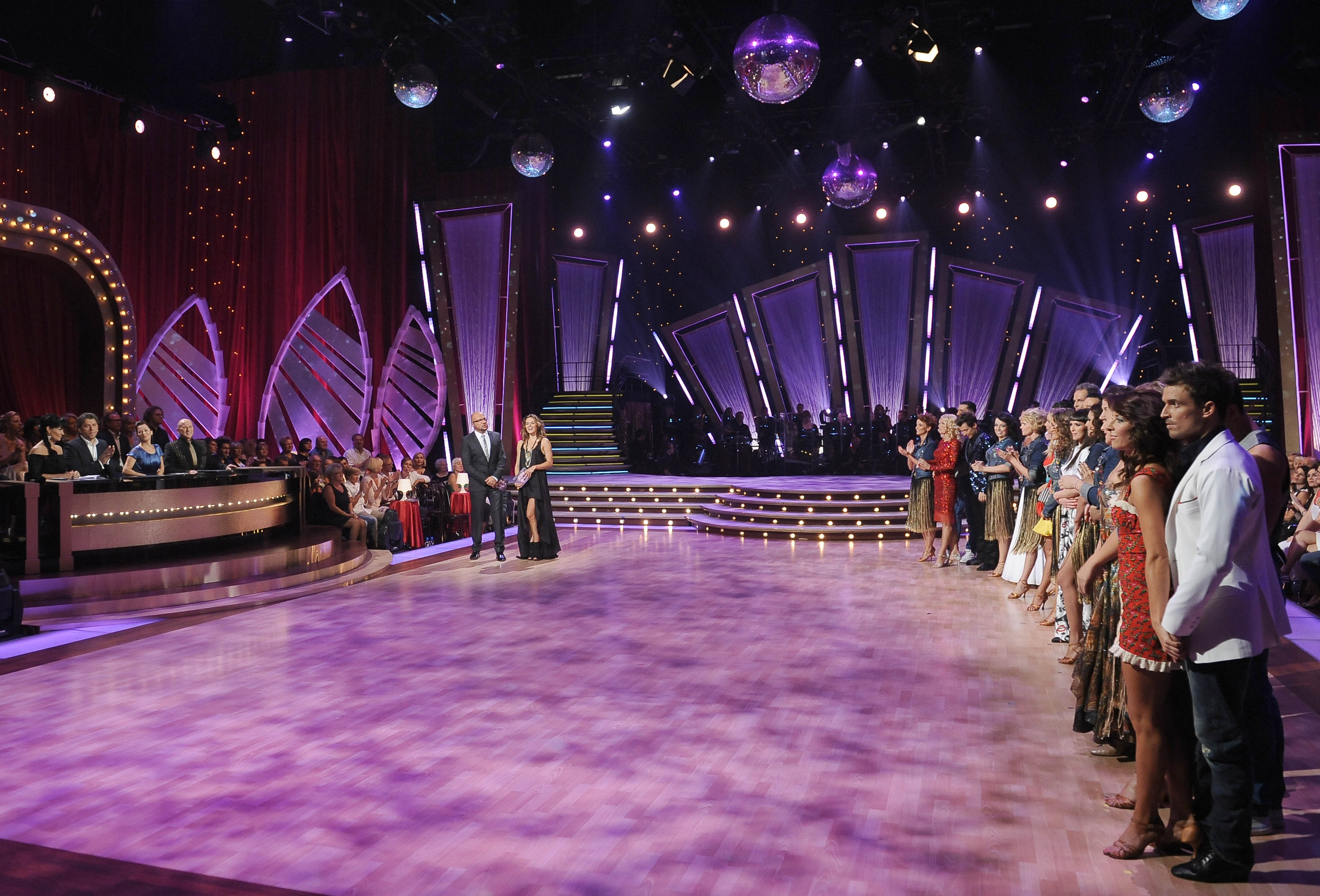
Studio 13. edycji programu Taniec z gwiazdami, 2011

Pierwsza edycja (wiosna 2005)
| Miejsce | Celebryta            | Mistrz tańca        |
| ------- | -------------------- | ------------------- |
| 1.      | Olivier Janiak       | Kamila Kajak        |
| 2.      | Witold Paszt         | Anna Głogowska      |
| 3.      | Andrzej Nejman       | Magdalena Soszyńska |
| 4.      | Katarzyna Skrzynecka | Marcin Hakiel       |
| 5.      | Anna Korcz           | Robert Kochanek     |
| 6.      | Klaudia Carlos       | Rafał Maserak       |
| 7.      | Agnieszka Włodarczyk | Michał Skawiński    |
| 8.      | Robert Kudelski      | Agnieszka Pomorska  |

Druga edycja (jesień 2005)
| Miejsce | Celebryta            | Mistrz tańca        |
| ------- | -------------------- | ------------------- |
| 1.      | Katarzyna Cichopek   | Marcin Hakiel       |
| 2.      | Małgorzata Foremniak | Rafał Maserak       |
| 3.      | Jakub Wesołowski     | Edyta Herbuś        |
| 4.      | Agnieszka Rylik      | Marcin Olszewski    |
| 5.      | Piotr Gąsowski       | Anna Głogowska      |
| 6.      | Conrado Moreno       | Magdalena Soszyńska |
| 7.      | Paweł Deląg          | Dominika Kublik     |
| 8.      | Patrycja Markowska   | Michał Skawiński    |
| 9.      | Hanna Śleszyńska     | Michał Szuba        |
| 10.     | Piotr Adamski        | Blanka Winiarska    |

Trzecia edycja (wiosna 2006)
| Miejsce | Celebryta              | Mistrz tańca        |
| ------- | ---------------------- | ------------------- |
| 1.      | Rafał Mroczek          | Aneta Piotrowska    |
| 2.      | Aleksandra Kwaśniewska | Rafał Maserak       |
| 3.      | Joanna Koroniewska     | Robert Kochanek     |
| 4.      | Joanna Jabłczyńska     | Piotr Kiszka        |
| 5.      | Robert Rozmus          | Anna Głogowska      |
| 6.      | Renata Dancewicz       | Marcin Olszewski    |
| 7.      | Aneta Kręglicka        | Robert Rowiński     |
| 8.      | Rafał Cieszyński       | Magdalena Soszyńska |
| 9.      | Tomasz Stockinger      | Blanka Winiarska    |
| 10.     | Paolo Cozza            | Kamila Drezno       |

Czwarta edycja (jesień 2006)
| Miejsce | Celebryta             | Mistrz tańca       |
| ------- | --------------------- | ------------------ |
| 1.      | Kinga Rusin           | Stefano Terrazzino |
| 2.      | Peter J. Lucas        | Dominika Kublik    |
| 3.      | Marcin Mroczek        | Edyta Herbuś       |
| 4.      | Przemysław Sadowski   | Ewa Szabatin       |
| 5.      | Joanna Liszowska      | Robert Kochanek    |
| 6.      | Przemysław Cypryański | Aneta Piotrowska   |
| 7.      | Maria Wałęsa          | Paweł Godek        |
| 8.      | Magdalena Wójcik      | Robert Rowiński    |
| 9.      | Kaja Paschalska       | Piotr Kiszka       |
| 10.     | Michał Milowicz       | Izabela Mika       |

Piąta edycja (wiosna 2007)
| Miejsce | Celebryta          | Mistrz tańca        |
| ------- | ------------------ | ------------------- |
| 1.      | Krzysztof Tyniec   | Kamila Kajak        |
| 2.      | Iwan Komarenko     | Blanka Winiarska    |
| 3.      | Katarzyna Tusk     | Stefano Terrazzino  |
| 4.      | Kasia Cerekwicka   | Żora Korolyov       |
| 5.      | Bartosz Obuchowicz | Kinga Jurecka       |
| 6.      | Omenaa Mensah      | Rafał Maserak       |
| 7.      | Ewa Wachowicz      | Marek Fiksa         |
| 8.      | Rafał Olbrychski   | Ewa Szabatin        |
| 9.      | Anna Samusionek    | Łukasz Czarnecki    |
| 10.     | Wojciech Majchrzak | Magdalena Soszyńska |

Szósta edycja (jesień 2007)
| Miejsce | Celebryta           | Mistrz tańca           |
| ------- | ------------------- | ---------------------- |
| 1.      | Anna Guzik          | Łukasz Czarnecki       |
| 2.      | Justyna Steczkowska | Stefano Terrazzino     |
| 3.      | Mateusz Damięcki    | Ewa Szabatin           |
| 4.      | Rafał Bryndal       | Magdalena Soszyńska    |
| 5.      | Isis Gee            | Żora Korolyov          |
| 6.      | Jacek Kawalec       | Blanka Winiarska       |
| 7.      | Daria Widawska      | Robert Kochanek        |
| 8.      | Krzysztof Bosak     | Kamila Kajak           |
| 9.      | Helena Vondráčková  | Milan Plačko           |
| 10.     | Adam Fidusiewicz    | Alesya Surova          |
| 11.     | Halina Mlynkova     | Robert Rowiński        |
| 12.     | Tomasz Kammel       | Amy Bennett            |
| 13.     | Sandra Lewandowska  | Michał Skawiński       |
| 14.     | Jacek Stachursky    | Dominika Kublik-Marzec |

Siódma edycja (wiosna 2008)
| Miejsce | Celebryta            | Mistrz tańca          |
| ------- | -------------------- | --------------------- |
| 1.      | Magdalena Walach     | Cezary Olszewski      |
| 2.      | Mariusz Pudzianowski | Magdalena Soszyńska   |
| 3.      | Tamara Arciuch       | Łukasz Czarnecki      |
| 4.      | Robert Janowski      | Anna Bosak            |
| 5.      | Elisabeth Duda       | Mario Di Somma        |
| 6.      | Wojciech Łozowski    | Blanka Winiarska      |
| 7.      | Marek Kaliszuk       | Nina Tyrka            |
| 8.      | Łukasz Zagrobelny    | Anna Głogowska        |
| 9.      | Małgorzata Socha     | Robert Kochanek       |
| 10.     | Marina Łuczenko      | Michał Uryniuk        |
| 11.     | Tomasz Schimscheiner | Kamila Kajak-Mosejcuk |
| 12.     | Katarzyna Figura     | Rafał Maserak         |
| 13.     | Agnieszka Cegielska  | Żora Korolyov         |
| 14.     | Michał Lesień        | Katarzyna Krupa       |

Ósma edycja (jesień 2008)
| Miejsce | Celebryta                 | Mistrz tańca        |
| ------- | ------------------------- | ------------------- |
| 1.      | Agata Kulesza             | Stefano Terrazzino  |
| 2.      | Natalia Lesz              | Łukasz Czarnecki    |
| 3.      | Marta Żmuda Trzebiatowska | Adam Król           |
| 4.      | Steve Allen               | Anna Głogowska      |
| 5.      | Ołeh Sawkin               | Katarzyna Krupa     |
| 6.      | Alan Andersz              | Blanka Winiarska    |
| 7.      | Marek Włodarczyk          | Kamila Kajak        |
| 8.      | Krzysztof Włodarczyk      | Agnieszka Pomorska  |
| 9.      | Sambor Czarnota           | Magdalena Soszyńska |
| 10.     | Ilona Felicjańska         | Robert Kochanek     |
| 11.     | Katarzyna Walter          | Krzysztof Hulboj    |
| 12.     | Sylwia Gruchała           | Rafał Maserak       |
| 13.     | Anna Popek                | Cezary Olszewski    |
| 14.     | Paweł Stasiak             | Janja Lesar         |

Dziewiąta edycja (wiosna 2009)
| Miejsce | Celebryta                | Mistrz tańca        |
| ------- | ------------------------ | ------------------- |
| 1.      | Dorota Gardias           | Andrej Mosejcuk     |
| 2.      | Bartłomiej Kasprzykowski | Blanka Winiarska    |
| 3.      | Jay Delano               | Kamila Kajak        |
| 4.      | Monika Richardson        | Krzysztof Hulboj    |
| 5.      | Anna Nowak-Ibisz         | Cezary Olszewski    |
| 6.      | Paweł Nastula            | Magdalena Soszyńska |
| 7.      | Wojciech Medyński        | Izabela Janachowska |
| 8.      | Francys Barraza Sudnicka | Łukasz Czarnecki    |
| 9.      | Marcin Chochlew          | Janja Lesar         |
| 10.     | Dorota Deląg             | Marcin Hakiel       |
| 11.     | Tomasz Sobczak           | Katarzyna Krupa     |
| 12.     | Weronika Książkiewicz    | Rafał Maserak       |

Dziesiąta edycja (jesień 2009)
| Miejsce | Celebryta          | Mistrz tańca        |
| ------- | ------------------ | ------------------- |
| 1.      | Anna Mucha         | Rafał Maserak       |
| 2.      | Natasza Urbańska   | Jan Kliment         |
| 3.      | Michał Kwiatkowski | Janja Lesar         |
| 4.      | Radosław Majdan    | Izabela Janachowska |
| 5.      | Otylia Jędrzejczak | Sławomir Turski     |
| 6.      | Zygmunt Chajzer    | Blanka Winiarska    |
| 7.      | Marcin Urbaś       | Katarzyna Krupa     |
| 8.      | Grażyna Wolszczak  | Cezary Olszewski    |
| 9.      | Piotr Zelt         | Anna Głogowska      |
| 10.     | Weronika Rosati    | Krzysztof Hulboj    |
| 11.     | Iga Wyrwał         | Łukasz Czarnecki    |
| 12.     | Marek Kościkiewicz | Agnieszka Pomorska  |

Jedenasta edycja (wiosna 2010)
| Miejsce | Celebryta              | Mistrz tańca           |
| ------- | ---------------------- | ---------------------- |
| 1.      | Julia Kamińska         | Rafał Maserak          |
| 2.      | Katarzyna Glinka       | Stefano Terrazzino     |
| 3.      | Katarzyna Grochola     | Jan Kliment            |
| 4.      | Olga Bołądź            | Łukasz Czarnecki       |
| 5.      | Piotr Szwedes          | Anna Głogowska         |
| 6.      | Oceana                 | Przemysław Juszkiewicz |
| 7.      | Artur Barciś           | Paulina Biernat        |
| 8.      | Maciej Friedek         | Blanka Winiarska       |
| 9.      | Aleksandra Szwed       | Robert Rowiński        |
| 10.     | Przemysław Saleta      | Izabela Janachowska    |
| 11.     | Łukasz Mróz            | Aneta Piotrowska       |
| 12.     | Przemysław Miarczyński | Magdalena Soszyńska    |

Dwunasta edycja (jesień 2010)
| Miejsce | Celebryta           | Mistrz tańca        |
| ------- | ------------------- | ------------------- |
| 1.      | Monika Pyrek        | Robert Rowiński     |
| 2.      | Paweł Staliński     | Izabela Janachowska |
| 3.      | Edyta Górniak       | Jan Kliment         |
| 4.      | Patricia Kazadi     | Łukasz Czarnecki    |
| 5.      | Andrzej Gołota      | Magdalena Soszyńska |
| 6.      | Maria Niklińska     | Tomasz Barański     |
| 7.      | Dorota Zawadzka     | Cezary Olszewski    |
| 8.      | Andrzej Młynarczyk  | Blanka Winiarska    |
| 9.      | Andrzej Deskur      | Katarzyna Krupa     |
| 10.     | Marcin Kwaśny       | Nina Tyrka          |
| 11.     | Anna Kalata         | Krzysztof Hulboj    |
| 12.     | Robert Korzeniowski | Anna Głogowska      |
| 13.     | Agnieszka Jaskółka  | Rafał Maserak       |
| 14.     | Maciej Jachowski    | Janja Lesar         |

Trzynasta edycja (jesień 2011)
| Miejsce | Celebryta                  | Mistrz tańca           |
| ------- | -------------------------- | ---------------------- |
| 1.      | Kacper Kuszewski           | Anna Głogowska         |
| 2.      | Bilguun Ariunbaatar        | Janja Lesar            |
| 3.      | Weronika Marczuk           | Jan Kliment            |
| 4.      | Katarzyna Zielińska        | Rafał Maserak          |
| 5.      | Michał Szpak               | Paulina Biernat        |
| 6.      | Katarzyna Pakosińska       | Stefano Terrazzino     |
| 7.      | Jagna Marczułajtis-Walczak | Krzysztof Hulboj       |
| 8.      | Aleksandra Kisio           | Łukasz Czarnecki       |
| 9.      | Dariusz Kordek             | Blanka Winiarska       |
| 10.     | Anna Wendzikowska          | Michał Stukan          |
| 11.     | Stanisław Karpiel-Bułecka  | Magdalena Soszyńska    |
| 12.     | Kazimierz Mazur            | Bianka Żubrowska       |
| 13.     | Marta Krupa                | Przemysław Juszkiewicz |
| 14.     | Zbigniew Urbański          | Izabela Janachowska    |

### Polsat

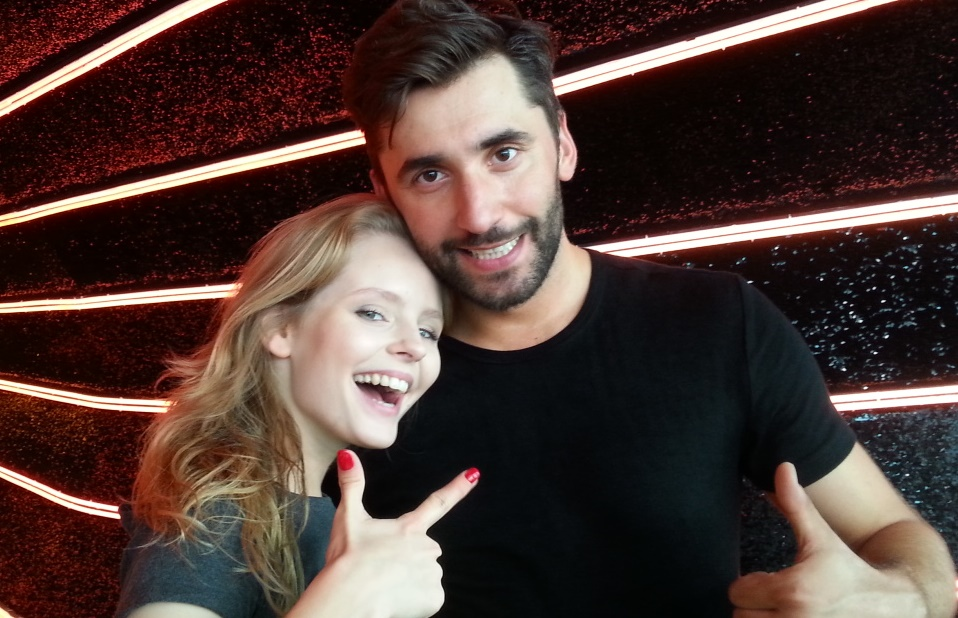
Olga Kalicka i Rafał Maserak, finaliści 19. edycji programu w Polsce

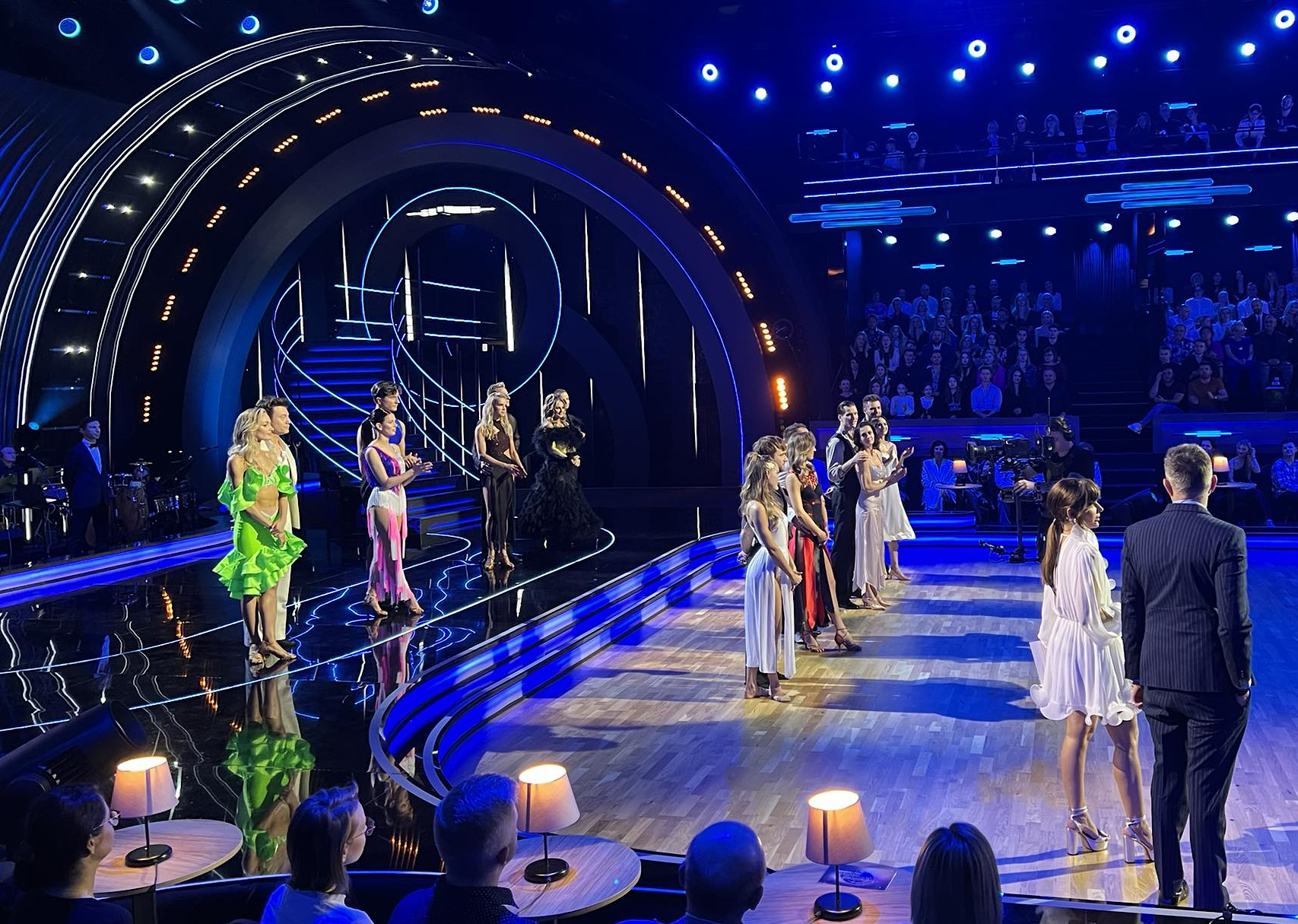
Uczestnicy i prowadzący w trakcie realizacji piątego odcinka 27. polskiej edycji programu (2024)

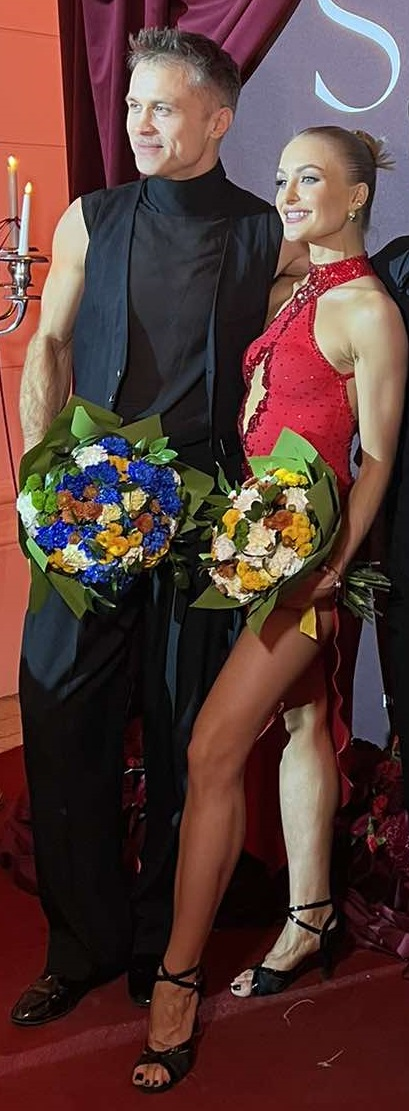
Maciej Zakościelny i Sara Janicka, finaliści 28. edycji programu (2024)

Czternasta edycja (wiosna 2014)
| Miejsce | Celebryta          | Mistrz tańca          |
| ------- | ------------------ | --------------------- |
| 1       | Aneta Zając        | Stefano Terrazzino    |
| 2.      | Joanna Moro        | Rafał Maserak         |
| 3.      | Dawid Kwiatkowski  | Janja Lesar           |
| 4.      | Klaudia Halejcio   | Tomasz Barański       |
| 5.      | Piotr Gruszka      | Nina Tyrka            |
| 6.      | Jacek Rozenek      | Magdalena Soszyńska   |
| 7.      | Rafał Brzozowski   | Izabela Janachowska   |
| 8.      | Natalia Siwiec     | Jan Kliment           |
| 9.      | Karolina Szostak   | Andrej Mosejcuk       |
| 10.     | Antoni Królikowski | Kamila Kajak-Mosejcuk |
| 11.     | Jacek Lenartowicz  | Paulina Biernat       |
| 12.     | Violetta Arlak     | Krzysztof Hulboj      |

Piętnasta edycja (jesień 2014)
| Miejsce | Celebryta             | Mistrz tańca          |
| ------- | --------------------- | --------------------- |
| 1.      | Agnieszka Sienkiewicz | Stefano Terrazzino    |
| 2.      | Anna Wyszkoni         | Jan Kliment           |
| 3.      | Marcelina Zawadzka    | Rafał Maserak         |
| 4.      | Mateusz Banasiuk      | Hanna Żudziewicz      |
| 5.      | Jan Mela              | Magdalena Soszyńska   |
| 6.      | Rafał Maślak          | Agnieszka Kaczorowska |
| 7.      | Marcin Miller         | Nina Tyrka            |
| 8.      | Michał Koterski       | Janja Lesar           |
| 9.      | Joanna Orleańska      | Przemysław Modrzyński |
| 10.     | Artur Dziurman        | Walerija Żurawlewa    |
| 11.     | Honorata Skarbek      | Kamil Kuroczko        |
| 12.     | Marta Wierzbicka      | Łukasz Czarnecki      |

Szesnasta edycja (wiosna 2015)
| Miejsce | Celebryta               | Mistrz tańca          |
| ------- | ----------------------- | --------------------- |
| 1.      | Krzysztof Wieszczek     | Agnieszka Kaczorowska |
| 2.      | Tatiana Okupnik         | Tomasz Barański       |
| 3.      | Julia Pogrebińska       | Rafał Maserak         |
| 4.      | Ewa Kasprzyk            | Jan Kliment           |
| 5.      | Sylwia Juszczak-Arnesen | Kamil Kuroczko        |
| 6.      | Ada Fijał               | Krzysztof Hulboj      |
| 7.      | Grzegorz Łapanowski     | Walerija Żurawlewa    |
| 8.      | Łukasz Garlicki         | Magdalena Soszyńska   |
| 9.      | Kamila Szczawińska      | Robert Kochanek       |
| 10.     | Norbi                   | Nina Tyrka            |
| 11.     | Marcin Najman           | Hanna Żudziewicz      |
| 12.     | Wojciech Brzozowski     | Paulina Janicka       |

Siedemnasta edycja (jesień 2015)
| Miejsce | Celebryta              | Mistrz tańca          |
| ------- | ---------------------- | --------------------- |
| 1.      | Ewelina Lisowska       | Tomasz Barański       |
| 2.      | Łukasz Kadziewicz      | Agnieszka Kaczorowska |
| 3.      | Cleo                   | Jan Kliment           |
| 4.      | Małgorzata Pieńkowska  | Stefano Terrazzino    |
| 5.      | Patryk Pniewski        | Walerija Żurawlewa    |
| 6.      | Anna Cieślak           | Rafał Maserak         |
| 7.      | Artur Pontek           | Natalia Głębocka      |
| 8.      | Rafał Mohr             | Nina Tyrka            |
| 9.      | Małgorzata Tomaszewska | Robert Kochanek       |
| 10.     | Magdalena Lamparska    | Kamil Kuroczko        |
| 11.     | Sławomir Uniatowski    | Magdalena Soszyńska   |

Osiemnasta edycja (wiosna 2016)
| Miejsce | Celebryta              | Mistrz tańca          |
| ------- | ---------------------- | --------------------- |
| 1.      | Anna Karczmarczyk      | Jacek Jeschke         |
| 2.      | Elżbieta Romanowska    | Rafał Maserak         |
| 3.      | Julia Wróblewska       | Jan Kliment           |
| 4.      | Rafał Jonkisz          | Walerija Żurawlewa    |
| 5.      | Izuagbe Ugonoh         | Hanna Żudziewicz      |
| 6.      | Nikodem Rozbicki       | Agnieszka Kaczorowska |
| 7.      | Kasia Stankiewicz      | Tomasz Barański       |
| 8.      | Joanna Opozda          | Kamil Kuroczko        |
| 9.      | Waldemar Błaszczyk     | Nina Tyrka            |
| 10.     | Dorota Chotecka-Pazura | Robert Kochanek       |
| 11.     | Andrzej Krzywy         | Magdalena Soszyńska   |

Dziewiętnasta edycja (jesień 2016)
| Miejsce | Celebryta               | Mistrz tańca       |
| ------- | ----------------------- | ------------------ |
| 1.      | Robert Wabich           | Hanna Żudziewicz   |
| 2.      | Olga Kalicka            | Rafał Maserak      |
| 3.      | Misheel Jargalsaikhan   | Jan Kliment        |
| 4.      | Adam Zdrójkowski        | Wiktoria Omyła     |
| 5.      | Ewa Błachnio            | Jacek Jeschke      |
| 6.      | Urszula Dębska          | Wojciech Jeschke   |
| 7.      | Sławomir Zapała         | Magdalena Molęda   |
| 8.      | Mariola Bojarska-Ferenc | Tomasz Barański    |
| 9.      | Kamil Mokrzycki         | Walerija Żurawlewa |
| 10.     | Karolina Gorczyca       | Żora Korolyov      |
| 11.     | Tomasz Ciachorowski     | Natalia Głębocka   |

Dwudziesta edycja (wiosna 2017)
| Miejsce | Celebryta         | Mistrz tańca          |
| ------- | ----------------- | --------------------- |
| 1.      | Natalia Szroeder  | Jan Kliment           |
| 2.      | Iwona Cichosz     | Stefano Terrazzino    |
| 3.      | Marcin Korcz      | Wiktoria Omyła        |
| 4.      | Dominika Gwit     | Żora Korolyov         |
| 5.      | Michał Malinowski | Agnieszka Kaczorowska |
| 6.      | Monika Mariotti   | Rafał Maserak         |
| 7.      | Mariusz Kałamaga  | Walerija Żurawlewa    |
| 8.      | Paulina Chylewska | Jacek Jeschke         |
| 9.      | Tomasz Zimoch     | Paulina Biernat       |
| 10.     | Robert Koszucki   | Hanna Żudziewicz      |
| 11.     | Katarzyna Sawczuk | Wojciech Jeschke      |

Dwudziesta pierwsza edycja (wiosna 2018)
| Miejsce | Celebryta          | Mistrz tańca          |
| ------- | ------------------ | --------------------- |
| 1.      | Beata Tadla        | Jan Kliment           |
| 2.      | Katarzyna Dziurska | Tomasz Barański       |
| 3.      | Popek              | Janja Lesar           |
| 4.      | Dariusz Wieteska   | Katarzyna Vu Manh     |
| 5.      | Angelika Mucha     | Rafał Maserak         |
| 6.      | Krzysztof Gojdź    | Walerija Żurawlewa    |
| 7.      | Renata Kaczoruk    | Michał Jeziorowski    |
| 8.      | Martyna Kupczyk    | Żora Korolyov         |
| 9.      | Wiktoria Gąsiewska | Oskar Dziedzic        |
| 10.     | Jarosław Kret      | Lenka Klimentova      |
| 11.     | Antek Smykiewicz   | Agnieszka Kaczorowska |

Dwudziesta druga edycja (wiosna 2019)
| Miejsce | Celebryta                  | Mistrz tańca       |
| ------- | -------------------------- | ------------------ |
| 1.      | Joanna Mazur               | Jan Kliment        |
| 2.      | Tomasz Działowy            | Natalia Głębocka   |
| 3.      | Tamara Gonzalez Perea      | Rafał Maserak      |
| 4.      | Jakub Kucner               | Lenka Klimentova   |
| 5.      | Mariusz Węgłowski          | Katarzyna Vu Manh  |
| 6.      | Agnieszka Radwańska        | Stefano Terrazzino |
| 7.      | Daniel „Qczaj” Kuczaj      | Paulina Biernat    |
| 8.      | Justyna Żyła               | Tomasz Barański    |
| 9.      | Sebastian Stankiewicz      | Janja Lesar        |
| 10.     | Czadoman                   | Walerija Żurawlewa |
| 11.     | Dominika Tajner-Wiśniewska | Wojciech Jeschke   |
| 12.     | Anna Jagodzińska           | Michał Jeziorowski |

Dwudziesta trzecia edycja (jesień 2019)
| Miejsce | Celebryta             | Mistrz tańca     |
| ------- | --------------------- | ---------------- |
| 1.      | Damian Kordas         | Janja Lesar      |
| 2.      | Barbara Kurdej-Szatan | Jacek Jeschke    |
| 3.      | Sandra Kubicka        | Adam Adamonis    |
| 4.      | Magda Bereda          | Kamil Kuroczko   |
| 5.      | Monika Miller         | Jan Kliment      |
| 6.      | Aleksandra Kot        | Tomasz Barański  |
| 7.      | Akop Szostak          | Sara Janicka     |
| 8.      | Adam Małczyk          | Hanna Żudziewicz |
| 9.      | Joanna Lazer          | Rafał Maserak    |
| 10.     | Rafał Szatan          | Lenka Klimentova |
| 11.     | Reni Jusis            | Misza Steciuk    |

Dwudziesta czwarta edycja (wiosna, jesień 2020)
| Miejsce | Celebryta                | Mistrz tańca                                   |
| ------- | ------------------------ | ---------------------------------------------- |
| 1.      | Edyta Zając              | Michał Bartkiewicz                             |
| 2.      | Julia Wieniawa           | Stefano Terrazzino                             |
| 3.      | Sylwester Wilk           | Hanna Żudziewicz                               |
| 4.      | Sylwia Lipka             | Rafał Maserak                                  |
| 5.      | Ania Karwan              | Jan Kliment                                    |
| 6.      | Bogdan Kalus             | Lenka Klimentova                               |
| 7.      | Mikołaj Jędruszczak      | Sylwia Madeńska                                |
| 8.      | Milena Rostkowska-Galant | Jacek Jeschke                                  |
| 9.      | Nicole Bogdanowicz       | Kamil Kuroczko                                 |
| 10.     | Tomasz Oświeciński       | Janja Lesar (odc. 1–2) Wiktoria Omyła (odc. 3) |
| 11.     | Marcin Bosak             | Wiktoria Omyła                                 |

Dwudziesta piąta edycja (jesień 2021)
| Miejsce | Celebryta                          | Mistrz tańca       |
| ------- | ---------------------------------- | ------------------ |
| 1.      | Piotr Mróz                         | Hanna Żudziewicz   |
| 2.      | Magdalena „Kajra” Kajrowicz-Zapała | Rafał Maserak      |
| 3.      | Oliwia Bieniuk                     | Michał Bartkiewicz |
| 4.      | Sylwia Bomba                       | Jacek Jeschke      |
| 5.      | Łukasz „Juras” Jurkowski           | Wiktoria Omyła     |
| 6.      | Kinga Sawczuk                      | Jakub Lipowski     |
| 7.      | Izabela Małysz                     | Stefano Terrazzino |
| 8.      | Radosław Liszewski                 | Lenka Klimentova   |
| 9.      | Wojciech „Fit Oldboy” Węcławowicz  | Paulina Biernat    |
| 10.     | Denis Urubko                       | Janja Lesar        |

Dwudziesta szósta edycja (jesień 2022)
| Miejsce | Celebryta              | Mistrz tańca             |
| ------- | ---------------------- | ------------------------ |
| 1.      | Ilona Krawczyńska      | Robert Rowiński          |
| 2.      | Jacek Jelonek          | Michał Danilczuk         |
| 3.      | Wiesław Nowobilski     | Janja Lesar              |
| 4.      | Natalia Janoszek       | Rafał Maserak            |
| 5.      | Karolina Pisarek-Salla | Michał Bartkiewicz       |
| 6.      | Jamala                 | Jacek Jeschke            |
| 7.      | Michał Mikołajczak     | Julia Suryś              |
| 8.      | Agnieszka Litwin       | Dominik Rudnicki-Sipajło |
| 9.      | Maja Włoszczowska      | Roman Osadchiy           |
| 10.     | Krzysztof Rutkowski    | Sylwia Madeńska          |
| 11.     | Łukasz Płoszajski      | Wiktoria Omyła           |

Dwudziesta siódma edycja (wiosna 2024)
| Miejsce | Celebryta                        | Mistrz tańca        |
| ------- | -------------------------------- | ------------------- |
| 1.      | Anita Sokołowska                 | Jacek Jeschke       |
| 2.      | Roksana Węgiel                   | Michał Kassin       |
| 3.      | Julia „Maffashion” Kuczyńska     | Michał Danilczuk    |
| 4.      | Maciej Musiał                    | Daria Syta          |
| 5.      | Krzysztof Szczepaniak            | Sara Janicka        |
| 6.      | Dagmara Kaźmierska               | Marcin Hakiel       |
| 7.      | Aleksander Mackiewicz            | Izabela Skierska    |
| 8.      | Kamil Baleja                     | Magdalena Perlińska |
| 9./10.  | Filip Chajzer                    | Hanna Żudziewicz    |
| 9./10.  | Beata Olga Kowalska              | Mieszko Masłowski   |
| 11.     | Małgorzata Ostrowska-Królikowska | Kamil Gwara         |
| 12.     | Adam Kszczot                     | Katarzyna Vu Manh   |

Dwudziesta ósma edycja (jesień 2024)
| Miejsce | Celebryta            | Mistrz tańca       |
| ------- | -------------------- | ------------------ |
| 1.      | Vanessa Aleksander   | Michał Bartkiewicz |
| 2.      | Julia Żugaj          | Wojciech Kucina    |
| 3.      | Maciej Zakościelny   | Sara Janicka       |
| 4.      | Majka Jeżowska       | Michał Danilczuk   |
| 5.      | Filip Bobek          | Hanna Żudziewicz   |
| 6.      | Rafał Zawierucha     | Daria Syta         |
| 7./8.   | Anna-Maria Sieklucka | Michał Kassin      |
| 7./8.   | Filip Lato           | Julia Suryś        |
| 9.      | Natalia Nykiel       | Jacek Jeschke      |
| 10.     | Piotr Świerczewski   | Izabela Skierska   |
| 11.     | Michał Meyer         | Klaudia Rąba       |
| 12.     | Olga Bończyk         | Marcin Zaprawa     |

Dwudziesta dziewiąta edycja (wiosna 2025)
| Miejsce | Celebryta           | Mistrz tańca          |
| ------- | ------------------- | --------------------- |
| 1.      | Maria Jeleniewska   | Jacek Jeschke         |
| 2.      | Filip Gurłacz       | Agnieszka Kaczorowska |
| 3.      | Adrianna Borek      | Albert Kosiński       |
| 4.      | Tomasz Wolny        | Daria Syta            |
| 5.      | Blanka Stajkow      | Mieszko Masłowski     |
| 6.      | Michał Barczak      | Magda Tarnowska       |
| 7./8.   | Aleksandra Filipek  | Wojciech Kucina       |
| 7./8.   | Magdalena Narożna   | Piotr Musiałkowski    |
| 9.      | Magda Mołek         | Michał Bartkiewicz    |
| 10.     | Grażyna Szapołowska | Jan Kliment           |
| 11.     | Cezary Trybański    | Izabela Skierska      |
| 12.     | Maciej Kurzajewski  | Lenka Klimentova      |

Trzydziesta edycja (jesień 2025)
| Miejsce | Celebryta               | Mistrz tańca          |
| ------- | ----------------------- | --------------------- |
|         | Mikołaj „Bagi” Bagiński | Magdalena Tarnowska   |
|         | Maja Bohosiewicz        | Albert Kosiński       |
|         | Barbara Bursztynowicz   | Michał Kassin         |
|         | Wiktoria Gorodeckaja    | Kamil Kuroczko        |
|         | Tomasz Karolak          | Izabela Skierska      |
|         | Lanberry                | Piotr Musiałkowski    |
|         | Ewa Minge               | Michał Bartkiewicz    |
|         | Maurycy Popiel          | Sara Janicka          |
|         | Marcin Rogacewicz       | Agnieszka Kaczorowska |
|         | Aleksander Sikora       | Daria Syta            |
|         | Katarzyna Zillmann      | Janja Lesar           |
| 12.     | Michał Czernecki        | Julia Suryś           |

## Emisja programu
| Edycja                                              | Edycja | Odcinki      | Odcinki      | Sezon       | Premiera         | Finał                | Pora emisji        | Źródło          |
| --------------------------------------------------- | ------ | ------------ | ------------ | ----------- | ---------------- | -------------------- | ------------------ | --------------- |
| Taniec z gwiazdami (TVN)                            |        |              |              |             |                  |                      |                    |                 |
| 1.                                                  | 1.     | 1–8 (8)      | 1–8 (8)      | wiosna 2005 | 16 kwietnia 2005 | 4 czerwca 2005       | sobota 21.05       | [ 181 ]         |
| 2.                                                  | 2.     | 9–18 (10)    | 9–18 (10)    | jesień 2005 | 11 września 2005 | 4 grudnia 2005       | niedziela 20.00    | [ 181 ]         |
| 3.                                                  | 3.     | 19–28 (10)   | 19–28 (10)   | wiosna 2006 | 5 marca 2006     | 14 maja 2006         | niedziela 20.00    | [ 182 ]         |
| 4.                                                  | 4.     | 29–38 (10)   | 29–38 (10)   | jesień 2006 | 10 września 2006 | 12 listopada 2006    | niedziela 20.00    | [ 182 ]         |
| 5.                                                  | 5.     | 39–48 (10)   | 39–48 (10)   | wiosna 2007 | 4 marca 2007     | 6 maja 2007          | niedziela 20.00    | [ 182 ]         |
| 6.                                                  | 6.     | 49–60 (12)   | 49–60 (12)   | jesień 2007 | 9 września 2007  | 25 listopada 2007    | niedziela 20.00    | [ 183 ]         |
| 7.                                                  | 7.     | 61–73 (13)   | 61–73 (13)   | wiosna 2008 | 2 marca 2008     | 25 maja 2008         | niedziela 20.00    | [ 184 ]         |
| 8.                                                  | 8.     | 74–86 (13)   | 74–86 (13)   | jesień 2008 | 7 września 2008  | 30 listopada 2008    | niedziela 20.00    | [ 185 ]         |
| 9.                                                  | 9.     | 87–97 (11)   | 87–97 (11)   | wiosna 2009 | 8 marca 2009     | 17 maja 2009         | niedziela 20.00    | [ 186 ]         |
| 10.                                                 | 10.    | 98–109 (12)  | 98–109 (12)  | jesień 2009 | 6 września 2009  | 29 listopada 2009    | niedziela 20.00    | [ 187 ]         |
| 11.                                                 | 11.    | 110–121 (12) | 110–121 (12) | wiosna 2010 | 7 marca 2010     | 13 czerwca 2010      | niedziela 20.00    | [ 188 ]         |
| 12.                                                 | 12.    | 122–134 (13) | 122–134 (13) | jesień 2010 | 5 września 2010  | 28 listopada 2010    | niedziela 20.00    | [ 189 ]         |
| 13.                                                 | 13.    | 135–147 (13) | 135–147 (13) | jesień 2011 | 4 września 2011  | 27 listopada 2011    | niedziela 20.00    | [ 190 ]         |
| Dancing with the Stars. Taniec z gwiazdami (Polsat) |        |              |              |             |                  |                      |                    |                 |
| 1.                                                  | 14.    | 1–11 (11)    | 148–158 (11) | wiosna 2014 | 7 marca 2014     | 23 maja 2014         | piątek 20.05       | [ 191 ]         |
| 2.                                                  | 15.    | 12–22 (11)   | 159–169 (11) | jesień 2014 | 5 września 2014  | 14 listopada 2014    | piątek 20.05       | [ 192 ]         |
| 3.                                                  | 16.    | 23–33 (11)   | 170–180 (11) | wiosna 2015 | 6 marca 2015     | 22 maja 2015         | piątek 20.05       | [ 193 ] [ 194 ] |
| 4.                                                  | 17.    | 34–43 (10)   | 181–190 (10) | jesień 2015 | 11 września 2015 | 13 listopada 2015    | piątek 20.05       | [ 195 ]         |
| 5.                                                  | 18.    | 44–53 (10)   | 191–200 (10) | wiosna 2016 | 4 marca 2016     | 13 maja 2016         | piątek 20.05       | [ 196 ] [ 197 ] |
| 6.                                                  | 19.    | 54–63 (10)   | 201–210 (10) | jesień 2016 | 2 września 2016  | 4 listopada 2016     | piątek 20.05       | [ 198 ] [ 199 ] |
| 7.                                                  | 20.    | 64–73 (10)   | 211–220 (10) | wiosna 2017 | 3 marca 2017     | 12 maja 2017         | piątek 20.05       | [ 200 ] [ 201 ] |
| 8.                                                  | 21.    | 74–83 (10)   | 221–230 (10) | wiosna 2018 | 2 marca 2018     | 11 maja 2018         | piątek 20.05       | [ 202 ] [ 203 ] |
| 9.                                                  | 22.    | 84–94 (11)   | 231–241 (11) | wiosna 2019 | 1 marca 2019     | 17 maja 2019         | piątek 20.05       | [ 204 ]         |
| 10.                                                 | 23.    | 95–104 (10)  | 242–251 (10) | jesień 2019 | 13 września 2019 | 22 listopada 2019    | piątek 20.05       | [ 205 ]         |
| 11.                                                 | 24.    | 105–114 (10) | 252–261 (10) | wiosna 2020 | 6 marca 2020     | 13 marca 2020        | piątek 20.05       | [ 206 ]         |
| 11.                                                 | 24.    | 105–114 (10) | 252–261 (10) | jesień 2020 | 4 września 2020  | 23 października 2020 | piątek 20.05       | [ 206 ] [ aq ]  |
| 12.                                                 | 25.    | 115–123 (9)  | 262–270 (9)  | jesień 2021 | 30 sierpnia 2021 | 25 października 2021 | poniedziałek 20.05 | [ 125 ] [ 207 ] |
| 13.                                                 | 26.    | 124–133 (10) | 271–280 (10) | jesień 2022 | 29 sierpnia 2022 | 31 października 2022 | poniedziałek 20.05 | [ 109 ]         |
| 14.                                                 | 27.    | 134–143 (10) | 281–290 (10) | wiosna 2024 | 3 marca 2024     | 5 maja 2024          | niedziela 20.00    | [ 208 ]         |
| 15.                                                 | 28.    | 144–153 (10) | 291–300 (10) | jesień 2024 | 15 września 2024 | 17 listopada 2024    | niedziela 19.55    | [ 209 ]         |
| 16.                                                 | 29.    | 154–163 (10) | 301–310 (10) | wiosna 2025 | 2 marca 2025     | 11 maja 2025         | niedziela 19.55    | [ 210 ]         |
| 17.                                                 | 30.    | 164–173 (10) | 311–320 (10) | jesień 2025 | 14 września 2025 | 16 listopada 2025    | niedziela 19.55    |                 |

### Opóźnienia w transmisji
Pierwsza edycja programu miała wystartować 2 kwietnia 2005, ale z powodu śmierci papieża Jana Pawła II jej start przeniesiono o dwa tygodnie.
W kwietniu 2010 z powodu żałoby narodowej wprowadzonej po katastrofie polskiego Tu-154 w Smoleńsku przerwano realizację 11. edycji programu na dwa tygodnie.
13 marca 2020 podczas emisji drugiego odcinka Telewizja Polsat, w trosce o zdrowie i bezpieczeństwo uczestników oraz ekipy programu, zawiesiła edycję do jesiennej ramówki, w związku z rozprzestrzenianiem się COVID-19 w Polsce. Emisja programu została wznowiona 4 września, a z powodu pandemii edycję skrócono o jeden odcinek.

## Programy specjalne
Finał finałów Tańca z gwiazdami
4 września 2006 w Operze Leśnej w Sopocie odbyło się widowisko pt. „Finał finałów Tańca z gwiazdami”, w którym wystąpili finaliści pierwszych trzech edycji programu: Olivier Janiak i Kamila Kajak, Witold Paszt i Anna Głogowska, Katarzyna Cichopek i Marcin Hakiel, Małgorzata Foremniak i Rafał Maserak, Rafał Mroczek i Aneta Piotrowska oraz Aleksandra Kwaśniewska i Michał Skawiński. Program został podzielony na trzy etapy. Po każdej z rund z konkursu odpadały po dwie pary najsłabiej ocenione przez jurorów i telewidzów, a w trzecim etapie dwie najlepiej oceniane pary wykonały taniec dowolny. Pokazy oceniali: Iwona Pavlović, Zbigniew Wodecki, Beata Tyszkiewicz i Piotr Galiński. Decyzją telewidzów, zwycięzcami odcinka zostali Katarzyna Cichopek i Marcin Hakiel, którzy w nagrodę otrzymali statuetkę Bursztynowej Kuli. W trakcie programu wręczono także Teleostrogi, nagrody przyznawane przez czytelników „Tele Tydzień”; otrzymali je: Katarzyna Cichopek (za wygraną w kategorii najlepsza gwiazda), Rafał Mroczek (najlepszy gwiazdor), Aneta Piotrowska (najlepsza tancerka) i Rafał Maserak (najlepszy tancerz). Program poprowadzili Katarzyna Skrzynecka i Hubert Urbański.
Taniec z gwiazdami – Najpiękniejsze tańce
13 maja 2007 ukazał się odcinek pt. „Taniec z gwiazdami – Najpiękniejsze tańce”, w którym telewidzowie za pomocą głosowania telefonicznego wybrali najciekawszy występ ostatnich trzech edycji. Do konkursu przystąpili: Kinga Rusin i Stefano Terrazzino (rumba), Krzysztof Tyniec i Kamila Kajak (fokstrot), Aleksandra Kwaśniewska i Michał Skawiński (tango), Przemysław Sadowski i Ewa Szabatin (jive), Joanna Liszowska i Robert Kochanek (samba) oraz Joanna Jabłczyńska i Piotr Kiszka (walc angielski). Występy uczestników opiniowali: Kazimiera Szczuka, Szymon Majewski i Kuba Wojewódzki, a wspólny pokaz tańca dali jurorzy: Iwona Pavlović, Piotr Galiński, Beata Tyszkiewicz i Zbigniew Wodecki. Pierwsze miejsce zajęli Kinga Rusin i Stefano Terrazzino, którzy w nagrodę otrzymali statuetkę Kryształowej Dziesiątki. Odcinek obejrzało 4 783 408 osób.
Po prostu taniec
9 grudnia 2007 ukazał się odcinek pt. Po prostu taniec, w którym wystąpiły pary stworzone z celebrytów uczestniczących w Tańcu z gwiazdami i tancerzy z programu You Can Dance – Po prostu tańcz!: Anna Guzik i Rafał Kamiński, Mateusz Damięcki i Anna Bosak, Justyna Steczkowska i Maciej Florek oraz Rafał Bryndal i Diana Staniszewska. Każda z par zaprezentowała po dwa pokazy konkursowe (wybrany taniec towarzyski i taniec nowoczesny), które ocenili: Piotr Galiński, Iwona Pavlović, Agustin Egurrola i Michał Piróg. Program poprowadzili Katarzyna Skrzynecka, Piotr Gąsowski i Kinga Rusin. Zwycięzcami odcinka zostali Anna Guzik i Rafał Kamiński.
Zakręceni
Wiosną 2013 premierę na kanale TTV miał program Zakręceni, w którym prowadzący – Iwona Pavlović i Piotr Gąsowski – wraz z zaproszonymi gośćmi (m.in. byłymi uczestnikami, tancerzami, choreografami i jurorami programu Taniec z gwiazdami, a także dziennikarzami) omawiali najciekawsze fragmenty programu.

## Widowiska taneczne
Taniec z gwiazdami w Twoim mieście
Od 28 maja do 28 czerwca 2006 odbyła się ogólnopolska trasa koncertowa z udziałem uczestników pierwszych trzech edycji programu: Agnieszki Rylik i Marcina Olszewskiego, Małgorzaty Foremniak i Rafała Maseraka, Aleksandry Kwaśniewskiej i Michała Skawińskiego, Katarzyny Cichopek i Marcina Hakiela, Rafała Mroczka i Anety Piotrowskiej, Conrado Moreno i Magdaleny Soszyńskiej oraz Piotra Gąsowskiego i Anny Głogowskiej, a także formacji „Volt”. Podczas spektaklu reżyserowanego przez Wojciecha Iwańskiego zagrała orkiestra Adama Sztaby, a trasa obejmowała widowiska w: Gdańsku, Bydgoszczy, Łodzi, Poznaniu, Opolu, Katowicach, Warszawie, Rzeszowie, Bełchatowie, Wrocławiu i Włocławku.
Próba pobicia rekordu Guinnessa
31 sierpnia 2008 na Rynku Głównym w Krakowie odbyło się widowisko pt. „Po prostu tańcz z gwiazdami”, podczas którego podjęto próbę pobicia rekordu Guinnessa w jak największej liczbie jednocześnie tańczących par. Uczestnicy wydarzenia zatańczyli choreografię cha-chy ułożoną przez Agustina Egurrolę i Iwonę Pavlović. Rekord został ustanowiony – zatańczyło 1635 par. Podczas wydarzenia wystąpili m.in. byli uczestnicy Tańca z gwiazdami: Anna Guzik i Łukasz Czarnecki, Isis Gee i Żora Korolyov, Mariusz Pudzianowski i Magdalena Soszyńska-Michno oraz Tomasz Schimscheiner i Kamila Kajak-Mosejcuk.
Taniec kontra dance – pojedynek na style
11 czerwca 2011 na Rynku Kościuszki w Białymstoku odbył się pokaz taneczny pt. „Taniec kontra dance – pojedynek na style”, w którym brali udział tancerze z programów Taniec z gwiazdami i You Can Dance – Po prostu tańcz. Ich pokazy ocenili: Michał Piróg, Maja Sablewska i Piotr Galiński. Decyzją telewidzów, zwyciężyła drużyna Tańca z gwiazdami w składzie: Rafał Maserak (kapitan drużyny), Magdalena Soszyńska-Michno, Anna Głogowska, Paulina Biernat, Nina Tyrka, Izabela Janachowska, Janja Lesar, Krzysztof Hulboj, Cezary Olszewski, Robert Rowiński, Michał Uryniuk, Jan Kliment, Stefano Terrazzino. Program poprowadził Piotr Gąsowski, a w trakcie przerw zaśpiewali uczestnicy programu X Factor (Ada Szulc, William Malcolm i Michał Szpak) oraz zatańczyli finaliści szóstej edycji You Can Dance – Po prostu tańcz.

## Odbiór

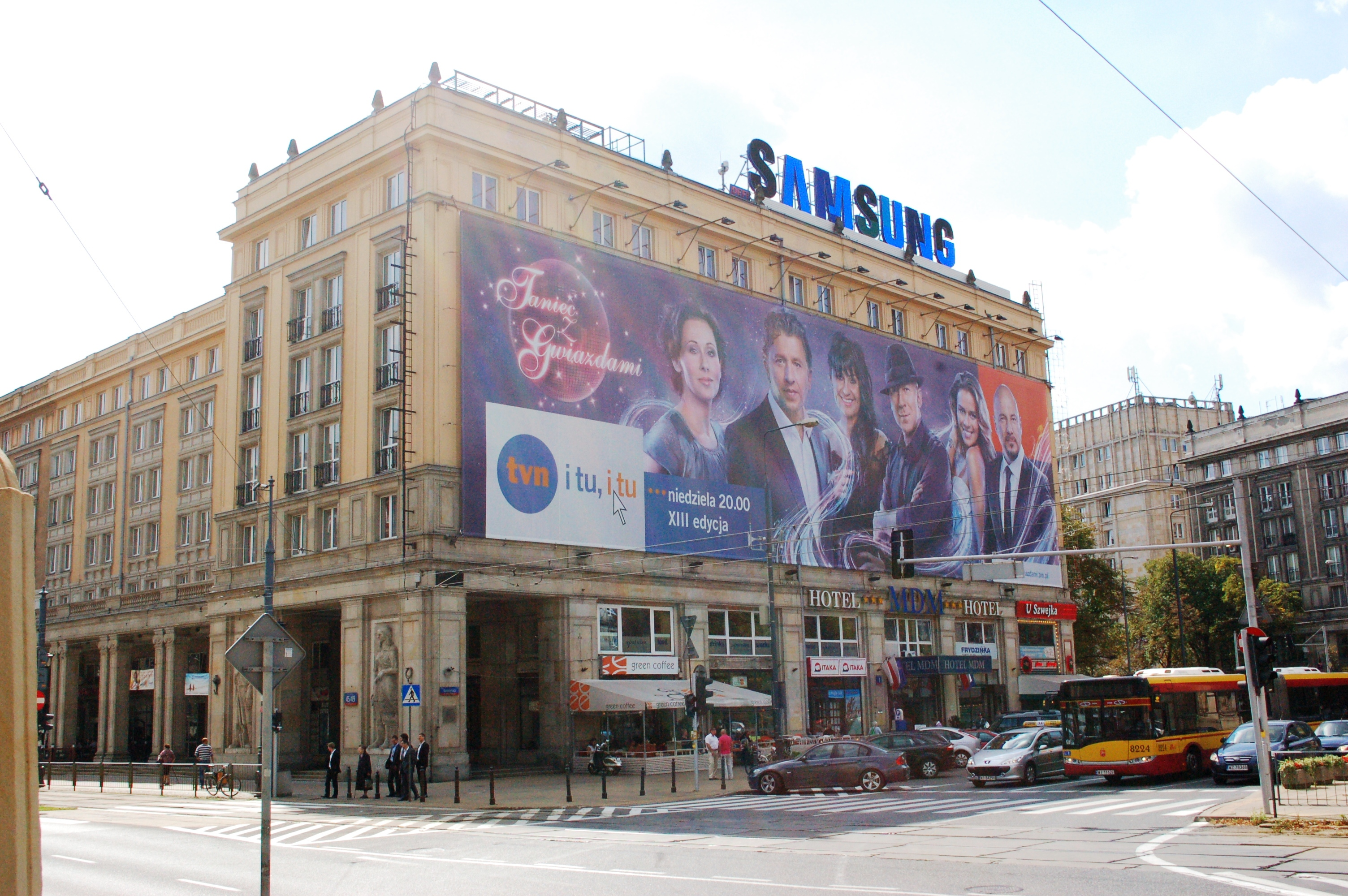
Billboard promujący 13. edycję Tańca z gwiazdami (2011)

Taniec z gwiazdami pozostaje jednym z najpopularniejszych programów rozrywkowych w Polsce. Określany był „hitem TVN” i wielokrotnie zapewniał stacji miano lidera na rynku telewizyjnym. Najwyższy wynik oglądalności odnotowano podczas finałowego odcinka drugiej serii w 2005, który śledziło 7 743 241 telewidzów, a najlepiej oglądanym pierwszym odcinkiem programu była premierowa odsłona trzeciej edycji w 2006, którą obejrzało ponad 6,9 mln osób. Program oglądają głównie kobiety powyżej 30. roku życia, posiadające podstawowe lub średnie wykształcenie.
Program zapewnił stacji TVN wielomilionowe przychody z reklam – po pierwszych trzech edycjach odnotowano 51 mln zł wpływów (netto, bez rabatów), przy czym pierwsza seria przyniosła ok. 11 mln zł zysku, druga – 15 mln zł, a trzecia – 25 mln zł. Piąty sezon zapewnił stacji ok. 22,5 mln zł przychodu, szósty – 38 mln zł, siódmy – 40 mln zł, ósmy – 60 mln zł, dziewiąty – ok. 35 mln zł, dziesiąty – 47 mln zł, jedenasty – 45,5 mln zł, dwunasty – ponad 60 mln zł, a trzynasty – 57 mln zł. Wielomilionowe przychody zapewniają też edycje produkowane przez Polsat – stacja uzyskała 30 mln zł wpływów przy pierwszej edycji, 37 mln zł przy drugiej, 29 mln zł przy trzeciej, 26 mln zł przy piątej, 24 mln zł przy siódmej, 32 mln zł przy ósmej, 39 mln zł przy dziewiątej i 32 mln zł przy dziesiątej.
Program wpłynął na wzrost popularności tańca towarzyskiego w Polsce i wylansował szereg celebrytów funkcjonujących w show biznesie. Jest tematem wielu artykułów popularnonaukowych, w których autorzy opisują fenomen programu. Program wzbudza zainteresowanie ogólnopolskiej prasy, która opisuje m.in. stawki uczestników, skandale obyczajowe i romanse między uczestnikami oraz spekuluje, kto wystąpi w kolejnych edycjach programu.
Ze względu na popularność programu w Polsce w sprzedaży ukazały się m.in. dwupłytowe wydawnictwo CD+DVD The Best of Taniec z gwiazdami (2007), płyta pt. Taniec z gwiazdami (2007) z przebojami w aranżacji Orkiestry Adama Sztaby, który uzyskał status złotej płyty za sprzedaż w ponad 18 tys. egzemplarzy, seria filmów DVD Akademia Tańca z gwiazdami (2007) z nauką tańca prowadzoną przez Iwonę Pavlović, album Kreacje „Tańca z gwiazdami” (2010) zawierający zdjęcia wybranych kostiumów zaprojektowanych dla uczestników przez Dorotę Williams wraz z komentarzami stylistki oraz płyta studyjna pt. Tomasz Szymuś Orkiestra z tanecznymi aranżacjami utworów znanych z programu.

## Kontrowersje
W pierwszym odcinku programu Kulisy „Tańca z gwiazdami” w 2006 Hubert Urbański żartobliwie ogłosił, że jurorzy wybiorą najgorszą parę, która w nagrodę otrzyma kulę inwalidzką. Żart został krytycznie odebrany przez dr Dorotę Podgórską-Jachnik, pełnomocnika rektora Uniwersytetu Łódzkiego ds. osób niepełnosprawnych, która stwierdziła, że słowa prowadzącego to „chamstwo, które uraża ludzką godność”, sugerując też poszerzenie „repertuaru śmiesznych nagród” o białą laskę czy implant ślimakowy. Dodała: Nie wiem, czy autorzy programu wiedzą, że niepełnosprawni też tańczą, i to z poczuciem rytmu, gracją, często ponadprzeciętną. Może właśnie ich zaprosić do programu i pokazać, że taniec to coś znacznie więcej niż fikanie nogami. Ówczesny rzecznik prasowy TVN Andrzej Sołtysik skomentował incydent słowami: Takie sytuacje się zdarzają, zwłaszcza w programach rozrywkowych. Hubert nie miał niczego złego na myśli. Dziwię się, że ludzie biorą wszystko tak na serio. Reżyser programu Wojciech Iwański oświadczył: Przecież te słowa nie zostały powiedziane specjalnie. Był to spontaniczny, bardzo średni żart, może nawet wygłup, ale nikt nikogo nie chciał obrazić.
Po zakończeniu 159. odcinka programu Kuba Wojewódzki, wyemitowanego 12 listopada 2006 tuż po finale czwartej edycji Tańca z gwiazdami, pojawiły się spekulacje, jakoby wyniki głosowania widzów były zmanipulowane na niekorzyść Petera J. Lucasa, ponieważ prowadzący zapytał jednego ze swoich gości, aktora Tomasza Karolaka, o zwycięstwo Kingi Rusin. Po zakończeniu 176. odcinka Kuby Wojewódzkiego, wyemitowanego 6 maja 2007 tuż po finale piątej edycji TzG, pojawiły się podobne spekulacje, tym razem wskazujące na zmanipulowanie głosów widzów na niekorzyść Iwana Komarenki, bo ten w programie rozmawiał z prowadzącym o przegranej z Krzysztofem Tyńcem. Stacja TVN w wydanym oświadczeniu wówczas poinformowała o nagraniu dwóch wersji programu Wojewódzkiego.
Podczas półfinałowego odcinka 14. edycji programu w 2014 Beata Tyszkiewicz, oceniając występ Anety Zając i Stefano Terrazzino, użyła wulgarnego zwrotu w zdaniu: Jeszcze nikt mi nigdy nogami tak na stole przede mną nie zapie****lał. Krajowa Rada Radiofonii i Telewizji otrzymała skargę skierowaną w stronę aktorki.
Po emisji pierwszego odcinka 20. edycji programu w 2017, w której udział brała Miss Świata Głuchych Iwona Cichosz, osoby niesłyszące skierowały internetową petycję, w której zauważyły, że „nie przedstawiono werdyktu jurorów za pomocą tłumacza ani napisów dla niesłyszących”, mimo że – zgodnie z ustawą z 29 grudnia 1992 – nadawcy programów telewizyjnych powinni zapewniać co najmniej 10% kwartalnego czasu nadawania programu na audycje z udogodnieniami dla osób niesłyszących i niedowidzących. Od drugiego odcinka program dostępny był z napisami, który powstały z wykorzystaniem nowoczesnego oprogramowania do rozpoznawania mowy, dzięki czemu Polsat stał się tym samym pierwszym nadawcą w Polsce, który wprowadził napisy do programów emitowanych na żywo.
W 2019 podejrzewano, że wyniki głosowania telewidzów w finale dziewiątej edycji zostały zmanipulowane na rzecz Joanny Mazur i Jana Klimenta. Prowadzący wspomnieli na wizji, że w konkursie liczą się tylko głosy widzów, których na koniec nie podano. Trzy dni po emisji Telewizja Polsat wydała oświadczenie wraz z ostatecznymi wynikami głosowania, w którym wspomniała, że na wizji podawano szczegółowe wyniki jedynie w sytuacji, gdy różnica pomiędzy obiema parami była minimalna i wynosiła poniżej 1%.

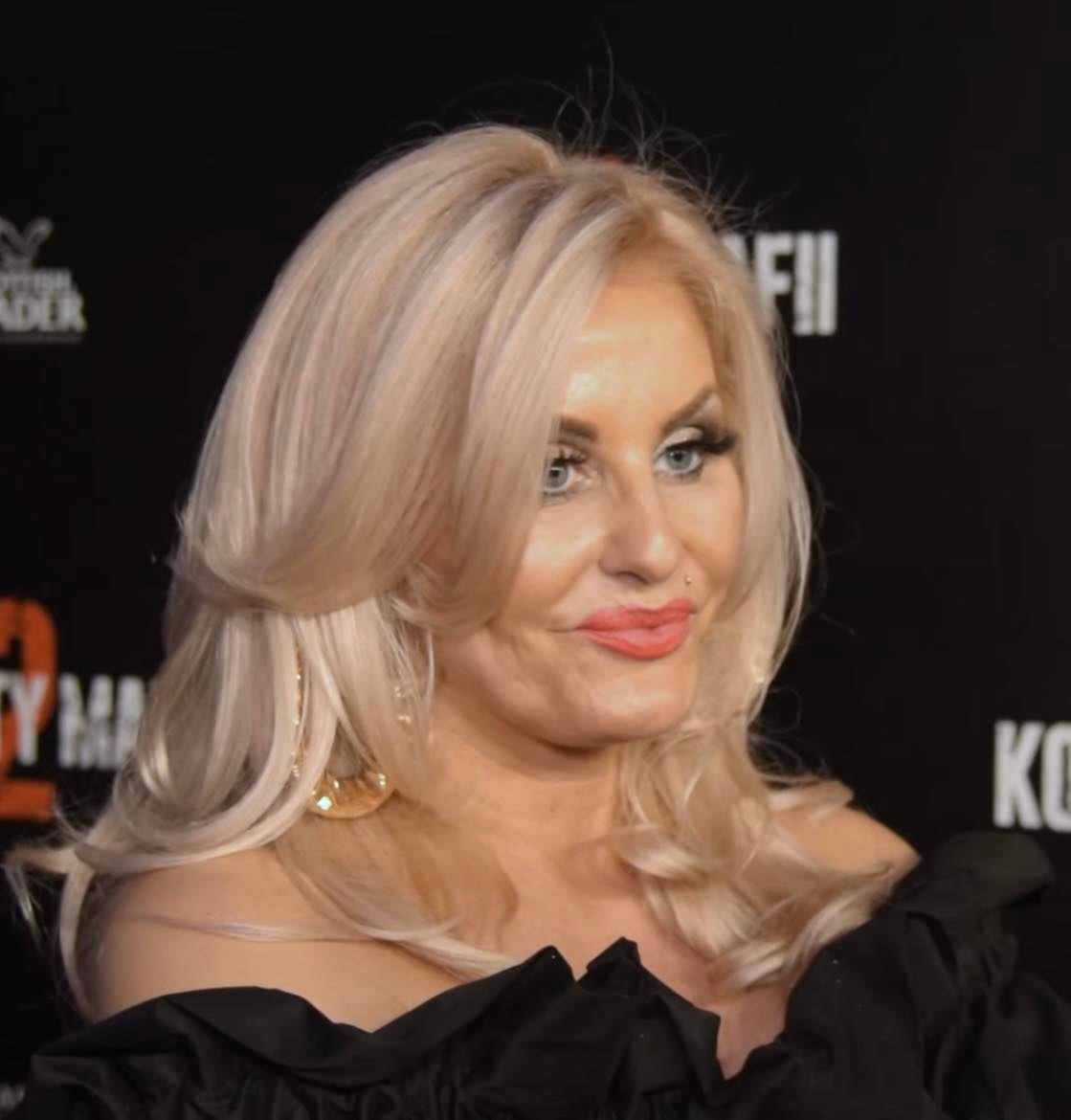
Dagmara Kaźmierska (2019)

Wiosną 2024 kontrowersje wywołał udział celebrytki Dagmary Kaźmierskiej, która w 2009 została skazana na trzy lata pozbawienia wolności m.in. za sutenerstwo i zmuszanie kobiet do prostytucji. 25 kwietnia 2024 redakcja portalu Goniec.pl ujawniła szczegóły dotyczące działalności przestępczej Kaźmierskiej, co doprowadziło do usunięcia przez stację TVN i Polsatu programów z ramówki i serwisów streamingowych, w których występowała celebrytka. Kilkanaście dni wcześniej Kaźmierska wycofała się z udziału w Tańcu z gwiazdami, tłumacząc decyzję kontuzją żebra. Reporterzy akredytowani na nagrania półfinałowego odcinka programu, który odbył się 28 kwietnia 2024, otrzymali zakaz pytania uczestników o sprawę Kaźmierskiej pod groźbą nieuzyskania wstępu na plan finałowego odcinka Tańca z gwiazdami.

## Oglądalność
Dane dotyczące oglądalności zostały oparte na badaniach przeprowadzonych przez Nielsen Audience Measurement i dotyczą wyłącznie oglądalności premiery telewizyjnej – nie uwzględniają oglądalności powtórek, wyświetleń w serwisach VOD itd.
TVN
Edycje wyemitowane przez TVN oglądało średnio od 3 do 7 mln telewidzów. Odcinki często znajdowały się wśród dziesięciu najchętniej oglądanych programów telewizyjnych w grupie wiekowej 4+ i grupie komercyjnej 16-49.
| Oglądalność programu na antenie TVN (Taniec z gwiazdami) | Oglądalność programu na antenie TVN (Taniec z gwiazdami) | Oglądalność programu na antenie TVN (Taniec z gwiazdami) | Oglądalność programu na antenie TVN (Taniec z gwiazdami) | Oglądalność programu na antenie TVN (Taniec z gwiazdami) | Oglądalność programu na antenie TVN (Taniec z gwiazdami) | Oglądalność programu na antenie TVN (Taniec z gwiazdami) | Oglądalność programu na antenie TVN (Taniec z gwiazdami) | Oglądalność programu na antenie TVN (Taniec z gwiazdami) | Oglądalność programu na antenie TVN (Taniec z gwiazdami) | Oglądalność programu na antenie TVN (Taniec z gwiazdami) | Oglądalność programu na antenie TVN (Taniec z gwiazdami) | Oglądalność programu na antenie TVN (Taniec z gwiazdami) | Oglądalność programu na antenie TVN (Taniec z gwiazdami) |
| Odcinek                                                  | Edycja                                                   | Edycja                                                   | Edycja                                                   | Edycja                                                   | Edycja                                                   | Edycja                                                   | Edycja                                                   | Edycja                                                   | Edycja                                                   | Edycja                                                   | Edycja                                                   | Edycja                                                   | Edycja                                                   |
| Odcinek                                                  | I (2005)                                                 | II (2005)                                                | III (2006)                                               | IV (2006)                                                | V (2007)                                                 | VI (2007)                                                | VII (2008)                                               | VIII (2008)                                              | IX (2009)                                                | X (2009)                                                 | XI (2010)                                                | XII (2010)                                               | XIII (2011)                                              |
| -------------------------------------------------------- | -------------------------------------------------------- | -------------------------------------------------------- | -------------------------------------------------------- | -------------------------------------------------------- | -------------------------------------------------------- | -------------------------------------------------------- | -------------------------------------------------------- | -------------------------------------------------------- | -------------------------------------------------------- | -------------------------------------------------------- | -------------------------------------------------------- | -------------------------------------------------------- | -------------------------------------------------------- |
| 1                                                        | 2 889 087 (16 kwietnia)                                  | 4 363 854 (11 września)                                  | 6 895 176 (5 marca)                                      | 5 985 982 (10 września)                                  | 5 028 912 (4 marca)                                      | 5 425 324 (9 września)                                   | 5 256 123 (2 marca)                                      | 4 295 811 (7 września)                                   | 4 319 529 (8 marca)                                      | 4 628 285 (6 września)                                   | 4 577 667 (7 marca)                                      | 4 261 993 (9 września)                                   | 4 286 482 (4 września)                                   |
| 2                                                        | 3 631 027 (23 kwietnia)                                  | 4 069 941 (18 września)                                  | 6 997 775 (12 marca)                                     | 6 035 684 (17 września)                                  | 5 417 743 (11 marca)                                     | 5 269 482 (16 września)                                  | 5 237 203 (9 marca)                                      | 4 481 064 (14 września)                                  | 4 149 096 (15 marca)                                     | 3 785 949 (13 września)                                  | 4 670 450 (14 marca)                                     | 4 293 571 (12 września)                                  | 4 081 186 (11 września)                                  |
| 3                                                        | 3 341 743 (30 kwietnia)                                  | 4 047 240 (2 października)                               | 7 247 604 (19 marca)                                     | 6 175 603 (24 września)                                  | 5 164 393 (18 marca)                                     | 4 965 785 (23 września)                                  | 5 034 347 (16 marca)                                     | 4 699 663 (21 września)                                  | 4 136 099 (22 marca)                                     | 4 498 035 (20 września)                                  | 4 633 925 (21 marca)                                     | 4 352 478 (19 września)                                  | 3 960 975 (18 września)                                  |
| 4                                                        | 3 360 527 (7 maja)                                       | 4 158 432 (16 października)                              | 7 096 456 (26 marca)                                     | 6 175 212 (1 października)                               | 5 119 496 (25 marca)                                     | 4 907 648 (30 września)                                  | 4 222 470 (23 marca)                                     | 4 439 893 (28 września)                                  | 4 091 280 (29 marca)                                     | 4 842 243 (27 września)                                  | 4 480 723 (28 marca)                                     | 4 118 160 (26 września)                                  | 4 120 271 (25 września)                                  |
| 5                                                        | 3 391 588 (14 maja)                                      | 4 311 679 (30 października)                              | 6 740 146 (9 kwietnia)                                   | 6 503 560 (8 października)                               | 4 753 618 (1 kwietnia)                                   | 4 868 410 (7 października)                               | 4 904 038 (30 marca)                                     | 5 029 136 (5 października)                               | 3 916 182 (5 kwietnia)                                   | 4 367 128 (4 października)                               | 3 848 158 (4 kwietnia)                                   | 4 345 232 (3 października)                               | 3 802 996 (2 października)                               |
| 6                                                        | 3 425 985 (21 maja)                                      | 4 812 545 (6 listopada)                                  | 5 397 241 (16 kwietnia)                                  | 6 499 586 (15 października)                              | 4 332 760 (8 kwietnia)                                   | 4 789 419 (14 października)                              | 4 693 681 (6 kwietnia)                                   | 4 420 153 (12 października)                              | 3 080 254 (12 kwietnia)                                  | 4 952 120 (11 października)                              | 4 041 457 (25 kwietnia)                                  | 4 644 528 (10 października)                              | 3 539 262 (9 października)                               |
| 7                                                        | 2 901 281 (28 maja)                                      | 4 897 125 (13 listopada)                                 | 6 613 159 (23 kwietnia)                                  | 6 371 524 (22 października)                              | 4 509 445 (15 kwietnia)                                  | 4 710 523 (21 października)                              | 4 452 588 (13 kwietnia)                                  | 5 082 535 (19 października)                              | 3 644 024 (19 kwietnia)                                  | 5 059 740 (18 października)                              | 3 710 595 (2 maja)                                       | 4 868 327 (17 października)                              | 3 824 196 (16 października)                              |
| 8                                                        | 3 906 642 (4 czerwca)                                    | 5 650 915 (20 listopada)                                 | 6 020 520 (30 kwietnia)                                  | 6 593 505 (29 października)                              | 4 606 325 (22 kwietnia)                                  | 5 051 129 (28 października)                              | 4 704 676 (20 kwietnia)                                  | 4 739 194 (26 października)                              | 3 224 559 (26 kwietnia)                                  | 4 779 107 (25 października)                              | 3 981 377 (9 maja)                                       | 4 676 420 (24 października)                              | 4 120 223 (23 października)                              |
| 9                                                        | –                                                        | 5 938 148 (27 listopada)                                 | 6 656 151 (7 maja)                                       | 6 764 410 (5 listopada)                                  | 4 621 309 (29 kwietnia)                                  | 5 702 785 (4 listopada)                                  | 4 483 703 (27 kwietnia)                                  | 4 780 743 (2 listopada)                                  | 3 421 426 (3 maja)                                       | 4 933 441 (8 listopada)                                  | 4 363 045 (16 maja)                                      | 4 356 524 (31 października)                              | 4 181 987 (30 października)                              |
| 10                                                       | –                                                        | 7 743 241 (4 grudnia)                                    | 7 401 241 (14 maja)                                      | 6 917 683 (12 listopada)                                 | 5 601 889 (6 maja)                                       | 5 711 799 (11 listopada)                                 | 4 673 942 (4 maja)                                       | 4 481 183 (9 listopada)                                  | 3 484 505 (10 maja)                                      | 5 220 602 (15 listopada)                                 | 4 021 094 (23 maja)                                      | 4 697 868 (7 listopada)                                  | 3 990 285 (6 listopada)                                  |
| 11                                                       | –                                                        | –                                                        | –                                                        | –                                                        | –                                                        | 5 822 995 (18 listopada)                                 | 4 178 707 (11 maja)                                      | 4 969 114 (16 listopada)                                 | 3 852 979 (17 maja)                                      | 5 331 116 (22 listopada)                                 | 3 777 830 (30 maja)                                      | 4 970 335 (14 listopada)                                 | 4 226 253 (13 listopada)                                 |
| 12                                                       | –                                                        | –                                                        | –                                                        | –                                                        | –                                                        | 6 614 399 (25 listopada)                                 | 4 494 322 (18 maja)                                      | 5 005 415 (23 listopada)                                 | –                                                        | 6 248 429 (29 listopada)                                 | 4 575 752 (13 czerwca)                                   | 4 998 573 (21 listopada)                                 | 4 574 627 (20 listopada)                                 |
| 13                                                       | –                                                        | –                                                        | –                                                        | –                                                        | –                                                        | –                                                        | 5 170 269 (25 maja)                                      | 5 352 000 (30 listopada)                                 | –                                                        | –                                                        | –                                                        | 5 694 227 (28 listopada)                                 | 4 709 919 (27 listopada)                                 |
| Średnia                                                  | 3 375 275                                                | 5 001 238                                                | 6 743 493                                                | 6 389 535                                                | 4 949 989                                                | 5 329 070                                                | 4 731 236                                                | 4 742 462                                                | 3 802 880                                                | 4 864 325                                                | 4 269 697                                                | 4 625 858                                                | 4 094 982                                                |

Polsat
Wybrane odcinki często znajdowały się w zestawieniach najchętniej oglądanych programów telewizyjnych w grupie wiekowej 4+.
| Oglądalność programu na antenie Polsatu (Dancing with the Stars. Taniec z gwiazdami) | Oglądalność programu na antenie Polsatu (Dancing with the Stars. Taniec z gwiazdami) | Oglądalność programu na antenie Polsatu (Dancing with the Stars. Taniec z gwiazdami) | Oglądalność programu na antenie Polsatu (Dancing with the Stars. Taniec z gwiazdami) | Oglądalność programu na antenie Polsatu (Dancing with the Stars. Taniec z gwiazdami) | Oglądalność programu na antenie Polsatu (Dancing with the Stars. Taniec z gwiazdami) | Oglądalność programu na antenie Polsatu (Dancing with the Stars. Taniec z gwiazdami) | Oglądalność programu na antenie Polsatu (Dancing with the Stars. Taniec z gwiazdami) | Oglądalność programu na antenie Polsatu (Dancing with the Stars. Taniec z gwiazdami) | Oglądalność programu na antenie Polsatu (Dancing with the Stars. Taniec z gwiazdami) | Oglądalność programu na antenie Polsatu (Dancing with the Stars. Taniec z gwiazdami) | Oglądalność programu na antenie Polsatu (Dancing with the Stars. Taniec z gwiazdami) | Oglądalność programu na antenie Polsatu (Dancing with the Stars. Taniec z gwiazdami) | Oglądalność programu na antenie Polsatu (Dancing with the Stars. Taniec z gwiazdami) | Oglądalność programu na antenie Polsatu (Dancing with the Stars. Taniec z gwiazdami) | Oglądalność programu na antenie Polsatu (Dancing with the Stars. Taniec z gwiazdami) | Oglądalność programu na antenie Polsatu (Dancing with the Stars. Taniec z gwiazdami) | Oglądalność programu na antenie Polsatu (Dancing with the Stars. Taniec z gwiazdami) |
| Odcinek                                                                              | Edycja                                                                               | Edycja                                                                               | Edycja                                                                               | Edycja                                                                               | Edycja                                                                               | Edycja                                                                               | Edycja                                                                               | Edycja                                                                               | Edycja                                                                               | Edycja                                                                               | Edycja                                                                               | Edycja                                                                               | Edycja                                                                               | Edycja                                                                               | Edycja                                                                               | Edycja                                                                               | Edycja                                                                               |
| Odcinek                                                                              | XIV (2014)                                                                           | XV (2014)                                                                            | XVI (2015)                                                                           | XVII (2015)                                                                          | XVIII (2016)                                                                         | XIX (2016)                                                                           | XX (2017)                                                                            | XXI (2018)                                                                           | XXII (2019)                                                                          | XXIII (2019)                                                                         | XXIV (2020)                                                                          | XXV (2021)                                                                           | XXVI (2022)                                                                          | XXVII (2024)                                                                         | XXVIII (2024)                                                                        | XXIX (2025)                                                                          | XXX (2025)                                                                           |
| ------------------------------------------------------------------------------------ | ------------------------------------------------------------------------------------ | ------------------------------------------------------------------------------------ | ------------------------------------------------------------------------------------ | ------------------------------------------------------------------------------------ | ------------------------------------------------------------------------------------ | ------------------------------------------------------------------------------------ | ------------------------------------------------------------------------------------ | ------------------------------------------------------------------------------------ | ------------------------------------------------------------------------------------ | ------------------------------------------------------------------------------------ | ------------------------------------------------------------------------------------ | ------------------------------------------------------------------------------------ | ------------------------------------------------------------------------------------ | ------------------------------------------------------------------------------------ | ------------------------------------------------------------------------------------ | ------------------------------------------------------------------------------------ | ------------------------------------------------------------------------------------ |
| 1                                                                                    | 3 819 856 (7 marca)                                                                  | 3 320 000 (5 września)                                                               | 3 513 198 (6 marca)                                                                  | 3 119 775 (11 września)                                                              | 2 856 323 (4 marca)                                                                  | 2 670 864 (2 września)                                                               | 2 286 955 (3 marca)                                                                  | 3 130 450 (2 marca)                                                                  | 3 053 737 (1 marca)                                                                  | (13 września)                                                                        | 1 893 503 (6 marca)                                                                  | 1 852 606 (30 sierpnia)                                                              | 1 251 903 (29 sierpnia)                                                              | 1 894 094 (3 marca)                                                                  | (15 września)                                                                        | (2 marca)                                                                            | (jesień 2025)                                                                        |
| 2                                                                                    | 3 552 522 (14 marca)                                                                 | 3 184 963 (12 września)                                                              | 3 313 965 (13 marca)                                                                 | 3 136 721 (18 września)                                                              | 3 004 968 (11 marca)                                                                 | 2 598 673 (9 września)                                                               | 2 371 369 (10 marca)                                                                 | 3 050 786 (9 marca)                                                                  | (8 marca)                                                                            | (20 września)                                                                        | 1,970 mln (13 marca)                                                                 | 1 105 216 (6 września)                                                               | 1 230 526 (5 września)                                                               | 1 868 253 (10 marca)                                                                 |                                                                                      |                                                                                      |                                                                                      |
| 3                                                                                    | 3 722 358 (21 marca)                                                                 | 3 250 409 (19 września)                                                              | 3 291 148 (20 marca)                                                                 | 3 447 225 (25 września)                                                              | 2 985 182 (18 marca)                                                                 | 2 792 135 (16 września)                                                              | 2 598 483 (17 marca)                                                                 | 3 104 801 (16 marca)                                                                 | (15 marca)                                                                           | (27 września)                                                                        | 1 435 388 (4 września)                                                               | 1 340 496 (13 września)                                                              | 1 188 455 (12 września)                                                              | 1 861 462 (17 marca)                                                                 |                                                                                      |                                                                                      |                                                                                      |
| 4                                                                                    | 4 090 934 (28 marca)                                                                 | 3 531 712 (26 września)                                                              | 3 280 674 (27 marca)                                                                 | 3 457 870 (2 października)                                                           | 2 839 764 (1 kwietnia)                                                               | 2 895 818 (23 września)                                                              | 2 568 147 (24 marca)                                                                 | 2 637 679 (23 marca)                                                                 | 2 810 446 (22 marca)                                                                 | (4 października)                                                                     | 1 669 344 (11 września)                                                              | (20 września)                                                                        | 978 046 (19 września)                                                                | 1 892 267 (24 marca)                                                                 |                                                                                      |                                                                                      |                                                                                      |
| 5                                                                                    | 3 728 753 (4 kwietnia)                                                               | 3 836 491 (3 października)                                                           | 3 146 447 (10 kwietnia)                                                              | 3 151 611 (9 października)                                                           | 2 603 323 (8 kwietnia)                                                               | 2 793 907 (30 września)                                                              | 2 749 566 (31 marca)                                                                 | 2 363 373 (6 kwietnia)                                                               | (29 marca)                                                                           | (11 października)                                                                    | 1 672 948 (18 września)                                                              | (27 września)                                                                        | 1 155 062 (26 września)                                                              | 1 441 137 (31 marca)                                                                 |                                                                                      |                                                                                      |                                                                                      |
| 6                                                                                    | 3 516 767 (11 kwietnia)                                                              | 3 638 255 (10 października)                                                          | 3 284 017 (17 kwietnia)                                                              | 3 311 635 (16 października)                                                          | 2 938 911 (15 kwietnia)                                                              | 3 072 937 (7 października)                                                           | 2 444 888 (7 kwietnia)                                                               | 2 351 841 (13 kwietnia)                                                              | (5 kwietnia)                                                                         | (18 października)                                                                    | 1 832 806 (25 września)                                                              | (4 października)                                                                     | 1 096 323 (3 października)                                                           | 1 457 566 (7 kwietnia)                                                               |                                                                                      |                                                                                      |                                                                                      |
| 7                                                                                    | 3 120 514 (25 kwietnia)                                                              | 3 756 147 (17 października)                                                          | 3 107 330 (24 kwietnia)                                                              | 3 489 039 (23 października)                                                          | 2 817 648 (22 kwietnia)                                                              | 3 125 450 (14 października)                                                          | 3 207 466 (21 kwietnia)                                                              | 2 320 371 (20 kwietnia)                                                              | (12 kwietnia)                                                                        | 2 473 992 (25 października)                                                          | 1 839 253 (2 października)                                                           | (11 października)                                                                    | 1 144 489 (10 października)                                                          | 1 872 912 (14 kwietnia)                                                              |                                                                                      |                                                                                      |                                                                                      |
| 8                                                                                    | 3 278 548 (2 maja)                                                                   | 3 580 026 (24 października)                                                          | 2 963 385 (1 maja)                                                                   | 3 427 794 (30 października)                                                          | 2 837 022 (29 kwietnia)                                                              | 2 946 185 (21 października)                                                          | 2 886 073 (28 kwietnia)                                                              | 2 328 269 (27 kwietnia)                                                              | (19 kwietnia)                                                                        | (8 listopada)                                                                        | (9 października)                                                                     | 1 425 639 (18 października)                                                          | 1 029 668 (17 października)                                                          | 1 807 948 (21 kwietnia)                                                              |                                                                                      |                                                                                      |                                                                                      |
| 9                                                                                    | 3 336 610 (9 maja)                                                                   | 3 687 710 (31 października)                                                          | 2 975 085 (8 maja)                                                                   | 3 774 114 (6 listopada)                                                              | 2 921 546 (6 maja)                                                                   | 2 981 345 (28 października)                                                          | 2 626 691 (5 maja)                                                                   | 2 041 094 (4 maja)                                                                   | (26 kwietnia)                                                                        | 2 345 736 (15 listopada)                                                             | (16 października)                                                                    | 1 383 576 (25 października)                                                          | 1 087 378 (24 października)                                                          | 1 673 145 (28 kwietnia)                                                              |                                                                                      |                                                                                      |                                                                                      |
| 10                                                                                   | 3 696 914 (16 maja)                                                                  | 3 980 107 (7 listopada)                                                              | 2 993 132 (15 maja)                                                                  | 3 568 550 (13 listopada)                                                             | 3 036 144 (13 maja)                                                                  | 3 297 409 (4 listopada)                                                              | 2 885 999 (12 maja)                                                                  | 2 549 063 (11 maja)                                                                  | (10 maja)                                                                            | 2 653 257 (22 listopada)                                                             | 2 043 568 (23 października)                                                          | –                                                                                    | 1 209 293 (31 października)                                                          | 1 937 399 (5 maja)                                                                   | (17 listopada)                                                                       | (11 maja)                                                                            |                                                                                      |
| 11                                                                                   | 3 538 174 (23 maja)                                                                  | 4 533 381 (14 listopada)                                                             | 3 620 176 (22 maja)                                                                  | –                                                                                    | –                                                                                    | –                                                                                    | –                                                                                    | –                                                                                    | 2 599 730 (17 maja)                                                                  | –                                                                                    | –                                                                                    | –                                                                                    | –                                                                                    | –                                                                                    | –                                                                                    | –                                                                                    |                                                                                      |
| Średnia                                                                              | 3 581 995                                                                            | 3 663 564                                                                            | 3 234 655                                                                            | 3 383 995                                                                            | 2 886 204                                                                            | 2 913 881                                                                            | 2 657 187                                                                            | 2 599 740                                                                            | 2 506 601                                                                            | 2 244 954                                                                            | 1 742 112                                                                            | 1 346 110                                                                            | 1 137 114                                                                            | 1 784 502                                                                            | 1,64 mln                                                                             | 1,75 mln                                                                             |                                                                                      |

## Nagrody i nominacje
| Rok  | Ceremonia                                   | Kategoria                                                  | Wynik     | Źródło  |
| ---- | ------------------------------------------- | ---------------------------------------------------------- | --------- | ------- |
| 2005 | VI Festiwal Dobrego Humoru                  | Widowisko muzyczno-rozrywkowe z uśmiechem                  | Nagroda   | [ 357 ] |
| 2006 | VII Festiwal Dobrego Humoru                 | Widowisko muzyczno-rozrywkowe z uśmiechem                  | Nagroda   | [ 358 ] |
| 2006 | Złote Dzioby                                | Wydarzenie roku – najlepszy telewizyjny show ostatnich lat | Nagroda   | [ 359 ] |
| 2008 | Promach/BDA Europe 2007                     | Najlepsza kampania programu TV                             | Nominacja | [ 360 ] |
| 2006 | Telekamery 2006                             | Rozrywka (Hubert Urbański i Katarzyna Skrzynecka)          | Nominacja | [ 361 ] |
| 2007 | Telekamery 2007                             | Rozrywka (Hubert Urbański i Katarzyna Skrzynecka)          | Nominacja | [ 362 ] |
| 2015 | Telekamery 2015                             | Program rozrywkowy                                         | Nominacja | [ 363 ] |
| 2017 | Telekamery 2017                             | Program rozrywkowy                                         | Nominacja | [ 364 ] |
| 2018 | 45. Międzynarodowa Konferencja Wystawy PIKE | –                                                          | Nagroda   | [ 365 ] |
| 2023 | Telekamery 2023                             | Program rozrywkowy                                         | Nominacja | [ 366 ] |